# تاريخ العملات الإيطالية
تتمتع إيطاليا بتاريخ طويل من أنواع العملات المختلفة، يمتد لآلاف السنين. كانت إيطاليا مؤثرة من وجهة نظر العملات: سك الفلورين الفلورنسي في العصور الوسطى، وهو أحد أكثر أنواع العملات استخدامًا في التاريخ الأوروبي وأحد أهم العملات في التاريخ الغربي، في فلورنسا في القرن الثالث عشر، بينما كانت عملة السيكوين البندقية، التي سُكت من عام 1284 إلى عام 1797، العملة الذهبية الأكثر شهرة المتداولة في المراكز التجارية للبحر الأبيض المتوسط.
على الرغم من حقيقة أن أنظمة العملة الإيطالية الأولى كانت تستخدم في ماجنا غراسيا والحضارة الأترورية، قدم الرومان عملة واسعة الانتشار في جميع أنحاء إيطاليا. على عكس معظم العملات المعدنية الحديثة، كانت العملات الرومانية تتمتع بقيمة جوهرية. كانت العملات الإيطالية الحديثة المبكرة مشابهة جدًا في أسلوبها للفرنكات الفرنسية، وخاصة في الأعداد العشرية، حيث كانت البلاد تحت حكم مملكة إيطاليا النابليونية. تعادل قيمتها 0.29 غرام من الذهب أو 4.5 غرامات من الفضة.
نظرًا لأن إيطاليا كانت مقسمة لعدة قرون إلى العديد من الدول التاريخية، كان لدى كل منها أنظمة نقدية مختلفة، عندما توحدت البلاد في عام 1861، دخلت الليرة الإيطالية حيز التنفيذ، واستُخدمت حتى عام 2002. يعود أصل المصطلح إلى الميزان، أكبر وحدة في النظام النقدي الكارولنجي المستخدم في أوروبا الغربية وأماكن أخرى من القرن الثامن إلى القرن العشرين. في عام 1999، أصبح اليورو هو وحدة الحساب في إيطاليا، وأصبحت الليرة وحدة فرعية وطنية لليورو بمعدل 1 يورو = 1,936.27ليرة، قبل أن تُستبدل بالنقد في عام 2002.

### العصور القديمة

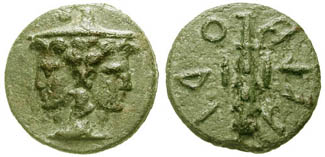
عملة إتروسكانية ، القرن الثالث قبل الميلاد

على الرغم من حقيقة أن أنظمة العملة الإيطالية الأولى كانت تستخدم في ماجنا غراسيا والحضارة الأترورية، إلا أن الرومان قدموا عملة واسعة الانتشار في جميع أنحاء إيطاليا. على عكس معظم العملات المعدنية الحديثة، كانت العملات الرومانية تتمتع بقيمة جوهرية.

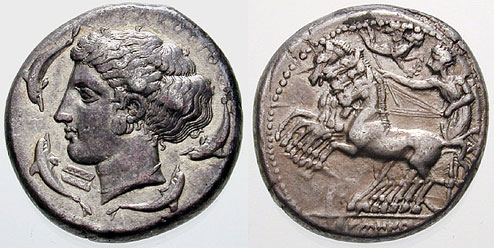
A Magna Graecia tetradrachm ، ق. 415–405 BC

نشأت العملة اليونانية في إيطاليا وصقلية من قِبل الإيطاليين والصقليين المحليين الذين شكلوا العديد من الدول المدن في ماجنا غراسيا. تنحدر هذه المجتمعات الهلنستية من المهاجرين اليونانيين. كانت جنوب إيطاليا متأثرة بالثقافة اليونانية إلى درجة أنها أصبحت تعرف باسم ماجنا غراسيا. ضربت كل دولة من الدولتين عملتها الخاصة. كانت تاراس (تسمى الآن تارانتو) من بين أكثر العملات نشاطًا في ماجنا غراسيا بأكملها، والتي تسك بشكل أساسي بالفضة ولكن غالبًا أيضًا بالذهب. بحلول القرن الثاني قبل الميلاد، تطورت بعض هذه العملات اليونانية تحت الحكم الروماني، ويمكن تصنيفها على أنها العملات الإقليمية الرومانية ‏ الأولى.
يبدو أن الفترة القصيرة من سك العملات الأترورية، مع هيمنة علامات القيمة، عبارة عن مزيج يوفق بين نظامين نقديين مختلفين للغاية: الاقتصاد "البدائي" المعتمد على وزن البرونز واقتصاد الآس جراف ‏ في وسط إيطاليا مع إصدارات الفضة والذهب المسكوكة من النوع اليوناني في جنوب إيطاليا والذي لا يوجد في إتروريا.

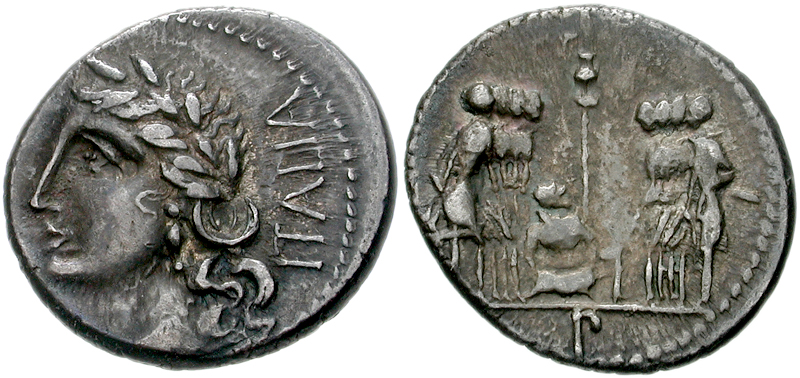
عملة فضية سُكّت في كورفينيوم أثناء الحرب الاجتماعية (91-87 قبل الميلاد) ، تحمل نقش "إيطاليا" على حافة تجسيد إيطاليا ، ممثلة كإلهة تحمل إكليل الغار

تتضمن عائلة عملات الحرب الاجتماعية ‏ جميع العملات التي أصدرها الحلفاء الإيطاليون لاتحاد مارسيك، مارسي، بيليجني، بيتشيني، فيستيني، سامنيت ، فرينتاني، ماروتشيني، ولوكاني، أثناء الحرب الاجتماعية (91-88 قبل الميلاد) ضد روما. مستوحاة من الدينار الروماني، استمر تداولها (وربما إصدارها) حتى بعد انتهاء الصراع، متزامنة ومختلطة مع نماذجها الجمهورية.

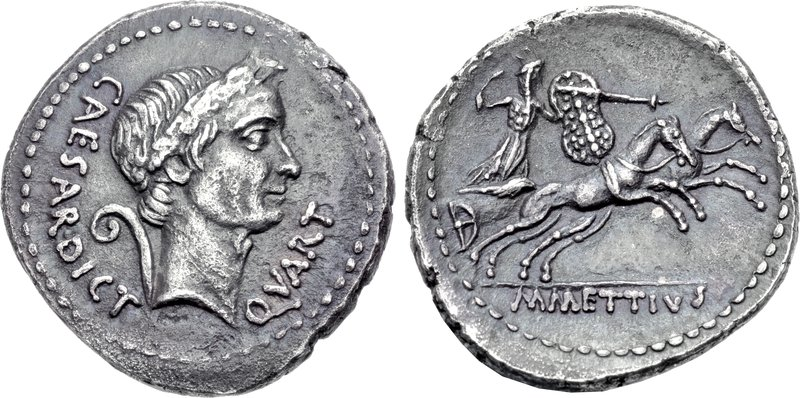
الدينار الروماني ليوليوس قيصر ، 44 ق.م

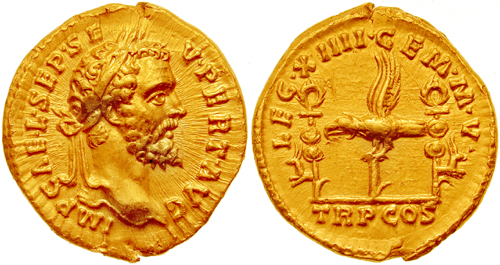
المذهبة الرومانية لسبتيموس سيفيروس ، ق. 193–211 AD

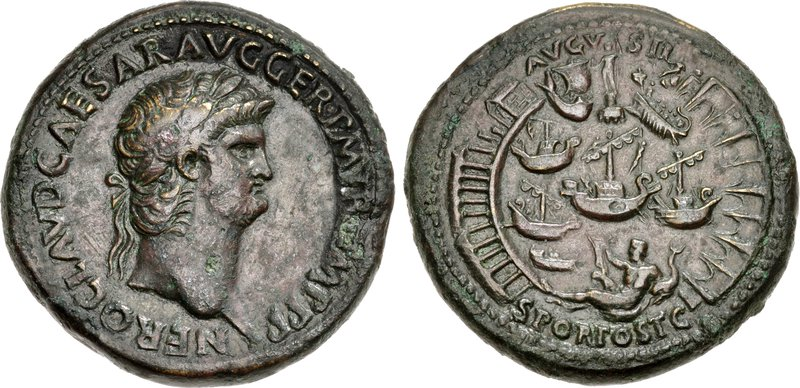
سيسترتيوس الروماني لنيرون ، ق. 54–68 AD

تتكون العملة الرومانية في معظم تاريخها من الذهب، الفضة، البرونز، الأوريكالكوم، والعملات النحاسية. منذ تقديمها خلال الجمهورية، في القرن الثالث قبل الميلاد، وحتى العصر الإمبراطوري، شهدت العملة الرومانية العديد من التغييرات في الشكل، الفئة، والتكوين. كانت السمة المستمرة هي انخفاض قيمة العملات المعدنية واستبدالها بسبب التضخم على مر القرون. ومن الأمثلة البارزة على ذلك إصلاحات دقلديانوس. واستمر هذا الاتجاه مع العملة البيزنطية.
بعد سقوط الإمبراطورية الرومانية الغربية، استمر تداول الصوليدوس لبعض الوقت بين الفرنجة؛ واحتفظ باسمه وتحويله إلى "sol" بالفرنسية، ثم "sou". أصدر الشعوب المستقرة في الإمبراطورية، البورغنديون، القوط الشرقيون، والقوط الغربيون، عملات معدنية تحاكي النظام الروماني، بما في ذلك السوليدوس. أسماء العملات الرومانية لا تزال موجودة حتى اليوم في العديد من البلدان من خلال النظام النقدي الكارولنجي، مثل الدينار العربي (من عملة الديناريوس)، الجنيه الإسترليني، البيزو (كلاهما ترجمتان للبره الرومانية، وهي وحدة وزن)، والديهيرو البرتغالي (من عملة الديناريوس).
كان لتصنيع العملات المعدنية في الثقافة الرومانية، الذي يعود تاريخه إلى القرن الرابع قبل الميلاد تقريبًا، تأثير كبير على التطور اللاحق لسك العملات المعدنية في أوروبا. يعود أصل كلمة "دار السك" إلى تصنيع العملات الفضية في روما عام 269 قبل الميلاد بالقرب من معبد جونو مونيتا. هذه الإلهة تجسيدًا للمال، وطُبق اسمها على المال ومكان تصنيعه. انتشرت دار سك العملة الرومانية على نطاق واسع في جميع أنحاء الإمبراطورية، وتستخدم أحيانًا لأغراض الدعاية. يتعرف عامة الناس في كثير من الأحيان على الإمبراطور الروماني الجديد عندما تظهر العملات المعدنية التي تحمل صورة الإمبراطور الجديد.
على الرغم من أنها تحتوي على معادن ثمينة، إلا أن قيمة العملة المعدنية كانت أعلى من محتواها من المعادن الثمينة، لذا فهي لم تكن سبائك. تتراوح تقديرات قيمتها من 1.6 إلى 2.85 مرة من محتواها المعدني، ويُعتقد أنها تعادل القوة الشرائية لعشرة جنيهات إسترلينية بريطانية حديثة (15 دولارًا أمريكيًا) في بداية الإمبراطورية الرومانية إلى حوالي 18 جنيهًا إسترلينيًا (29 دولارًا أمريكيًا) بحلول نهايتها (مقارنة بأسعار الخبز، النبيذ، واللحوم)، وعلى نفس الفترة، حوالي أجر يوم إلى ثلاثة أيام لجندي الفيلق.

### العصور الوسطى وعصر النهضة
كانت إيطاليا مؤثرة من وجهة نظر العملات: سك الفلورين الفلورنسي في العصور الوسطى، وهو أحد أكثر أنواع العملات استخدامًا في التاريخ الأوروبي وأحد أهم العملات في التاريخ الغربي، في فلورنسا في القرن الثالث عشر، بينما كانت عملة السيكوين البندقية، التي سكت من عام 1284 إلى عام 1797، العملة الذهبية الأكثر شهرة المتداولة في المراكز التجارية للبحر الأبيض المتوسط.

#### عملة لومباردية

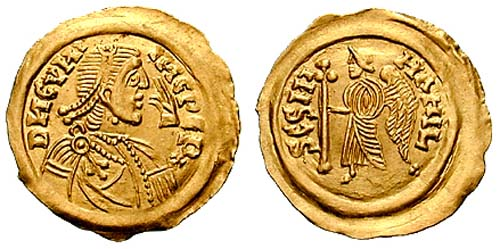
عملة لومباردية، ق. 688–700 AD

تشير عملة لومباردية إلى الإنتاج المستقل للعملات المعدنية من قبل اللومبارديين. وهو يشكل جزءًا من العملات المعدنية التي أنتجتها الشعوب الجرمانية التي احتلت الأراضي السابقة للإمبراطورية الرومانية خلال فترة الهجرة. انتجت جميع العملات اللومباردية المعروفة بعد استيطانهم في إيطاليا. يعود أصل العملة إلى منطقتين متميزتين، في لانغبارديا الكبرى بين العقود الأخيرة من القرن السادس و774، وفي لانغبارديا الصغرى، في دوقية بينيفينتو، بين حوالي 680 ونهاية القرن التاسع.
عُثر على خمسة كنوز فقط تحتوي على عملات غير إمبراطورية زائفة من اللومبارديين. ومن بين هذه الوثائق، نشرت اثنين فقط بالتفصيل
- وصف كنز عُثور عليه في أوسي، سردينيا من قِبل فينسينزو ديسي في عام 1908.[13]
- وصف كنز عُثور عليه في إيلانز، غراوبوندن بواسطة فريتز جيكلين في عام 1906،[14] ودرس بشكل أكبر بواسطة بيرناريجي في عام 1977.[15]

#### فلورين فلورنسي

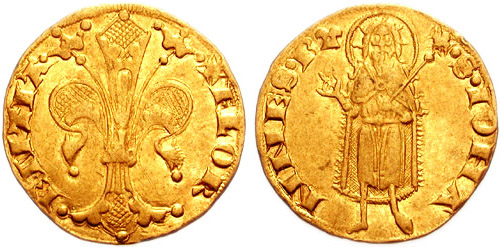
فلورين فلورنسي، 1347

الفلورين الفلورنسي (الإيطالية: Fiorino fiorentino) ضُربت من عام 1252 إلى عام 1523 دون أي تغيير كبير في تصميمها أو معيار محتواها المعدني. كان يحتوي على 54 حبة (3.499 غرام، 0.113 أونصة طروادة) من الذهب الخالص أو "الناعم" اسميًا بقوة شرائية يصعب تقديرها (ومتغيرة) ولكنها تتراوح وفقًا للتجمع الاجتماعي والمنظور من حوالي 140 إلى 1000 دولار أمريكي حديث. يأتي اسم العملة المعدنية من Giglio bottonato (it)، وهو الشعار الزهري للمدينة، والذي يظهر على رأس العملة.

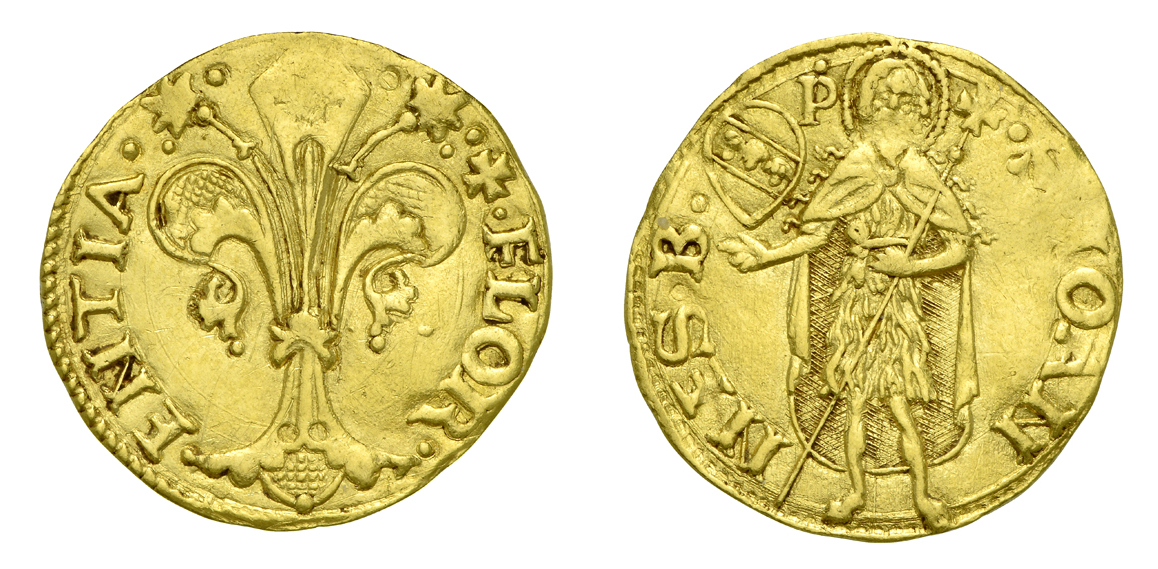
فلورين فلورنسي، 1507

استخدم الفلورين الذهبي (fiorino d'oro) في جمهورية فلورنسا وكان أول عملة ذهبية أوروبية ضربت بكميات كافية منذ القرن السابع لتلعب دورًا تجاريًا مهمًا. عرف على الفلورين في أجزاء كبيرة من أوروبا. كان الاستخدام الإقليمي لليرة والفلورين يتداخل في كثير من الأحيان، حيث كانت الليرة تستخدم في المعاملات الأصغر (الأجور، وشراء المواد الغذائية)، يستخدم الفلورين في المعاملات الأكبر مثل تلك المستخدمة في المهور، والتجارة الدولية أو في الأمور المتعلقة بالضرائب.
يُعد الفلورين الفلورنسي من أكثر أنواع العملات المعدنية استخدامًا في التاريخ الأوروبي وأحد أهم العملات المعدنية في التاريخ الغربي. سكت العملة الأولى للفلورين في عام 1252، وفي ذلك الوقت كانت قيمة الفلورين تساوي الليرة، ولكن بحلول عام 1500 ارتفعت قيمة الفلورين، حيث أصبحت سبع ليرات تعادل فلورين واحد. كان تصميم فلورينات فلورنسا الأصلية عبارة عن شارة زهرة الزنبق المميزة للمدينة على أحد الجانبين وعلى الجانب الآخر شخصية واقفة ومواجهة للقديس يوحنا المعمدان يرتدي سيلي. يرمز للجيلدر الهولندي بـ Fl. أو ƒ، وهو ما يعني فلورين (فلورين). سُمي الفورنت المجري على اسم الفلورين.

#### سكوينه الفينيسي

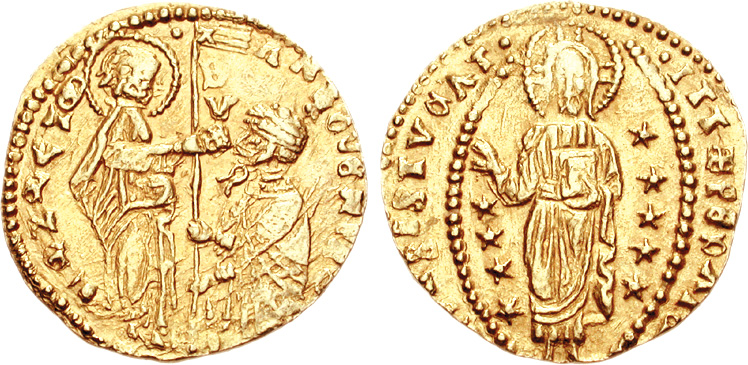
سكوينه الفينيسي، 1382

سكوينه (الفينيسي الإيطالية: zecchino [dzekˈkiːno]) هي عملة ذهبية سكتها جمهورية البندقية منذ القرن الثالث عشر فصاعدًا. ظل تصميم سكوينه الفينيسي دون تغيير لأكثر من 500 عام، منذ تقديمه في عام 1284 حتى سقوط جمهورية البندقية ‏ في عام 1797، مما يجعله العملة الذهبية الأكثر شهرة المتداولة في المراكز التجارية للبحر الأبيض المتوسط. لم ينتج أي تصميم آخر للعملة المعدنية على الإطلاق خلال هذه الفترة التاريخية الطويلة.

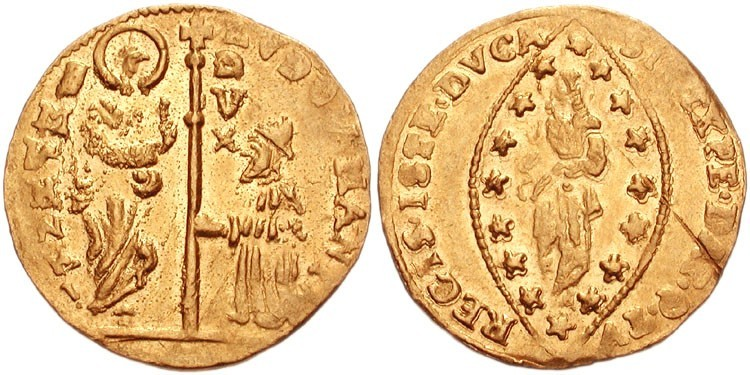
سكوينه الفينيسي، ق. 1789–1797

يحمل ظهر العملة شعارًا باللاتينية السداسية: Sit tibi, Christe, datus // quem tū regis, iste ducātus ("يا المسيح، دع هذه الدوقية التي تحكمها تُعطى لك"). على الوجه الأمامي يوجد مرقس الإنجيلي، شفيع البندقية، الذي صُور بلحية وهالة، يواجه اليمين ويرتدي عباءة كبيرة بينما يحمل الإنجيل بيده اليسرى. يقدم القديس بيده اليمنى راية إلى دوق البندقية الذي يركع على اليسار ويمسك العصا بكلتا يديه. يرتدي الدوج عباءة غنية مزينة بالفرو وقبعة الدوق، وتحت العلم المواجه لليمين يوجد الكتابة العمودية "dux"، وحولها "s·m·venet" واسم الدوج.
إن جودة سك العملة متفوقة على جميع العملات المعاصرة، وهذا يدل على أن فناني دار سك العملة في البندقية قد وصلوا بالفعل إلى مستوى عالٍ من الذوق والرقي في التصميم في ذلك الوقت. في البداية كان يطلق عليه اسم "دوكاتو" (ducato)، بالنسبة لحاكم البندقية الذي صوره بشكل بارز عليه، أطلق عليه اسم zecchino، بعد دار سك العملة في البندقية، منذ عام 1543 عندما بدأت البندقية في سك عملة فضية تسمى أيضًا دوقية.

#### غروسو البندقية

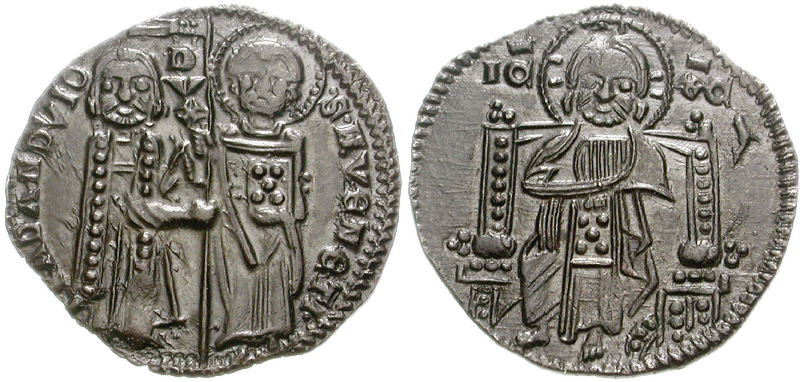
البندقية غروسو، ق. 1328–1339

العملة المعدنية البندقية (الجمع غروسو) هي عملة فضية قُدمت لأول مرة في جمهورية البندقية في عام 1193 في عهد الدوق إنريكو داندولو. وزنه الأصلي 2.18 غرامًا، مكونًا من 98.5% من الفضة النقية، وقُدِّرت قيمته بـ 26 denarii. اسمها مشتق من نفس الجذر مثل groschen و groat الإنجليزية، كلها مشتقة في النهاية من denaro grosso ("البنس الكبير"). سُمح لقيمتها بالطفو بالنسبة للعملات الفينيسية الأخرى حتى ربطها بـ 4 سولديني في عام 1332، وهو العام الذي قُدم فيه السولدينو. في عام 1332، كان 1 غروسو يعادل 4 سولديني، أو 48 denarii.
أقدم رواية باقية عن تقديم إنريكو داندولو للبندقية غروسو تربطها بتجهيز الحملة الصليبية الرابعة في عام 1202 كما أن التقليد يجعل الحاجة إلى دفع ثمن السفن التي نقلت الصليبيين سبب تقديم الغروسو. على الرغم من أن سك العملة المعدنية يكون بدأ قبل بضع سنوات، إلا أن تدفق الفضة المستخدمة لدفع ثمن سفن الصليبيين أدى إلى سكها لأول مرة على نطاق واسع. تحتوي العملة على 2.2 غرام من الفضة النقية بنسبة 98.5%، وهي أنقى معادن العصور الوسطى التي أمكن صنعها. كان يُطلق عليه في البداية اسم ducatus argenti لأن البندقية كانت دوقية، ولكنه يُعرف على نطاق أوسع باسم grosso أو matapano، وهو مصطلح إسلامي يشير إلى الشكل الجالس على ظهر العملة.

#### الليرة الفينيسية

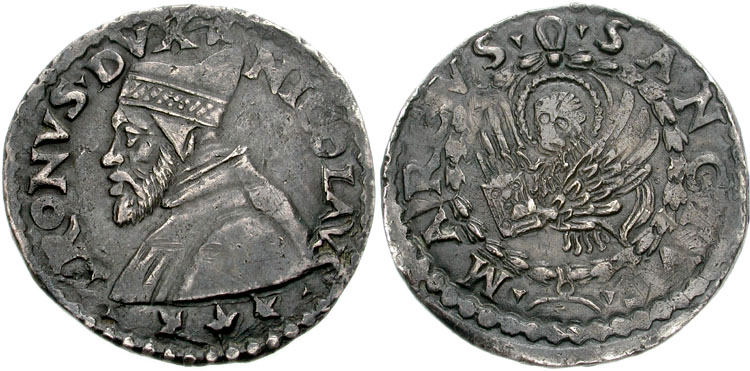
ليرة فينيسية، ق. 1471–1473

الليرة الفينيسية (الجمع ليرة) العملة المميزة لجمهورية البندقية حتى عام 1848، عندما استبدلت بالليرة الإيطالية. نشأت من النظام النقدي الكارولنجي المستخدم في معظم أنحاء أوروبا الغربية منذ القرن الثامن الميلادي، قُسمت الليرة إلى 20 سولدي، كل منها يساوي 12 ديناري.
من قيمتها الأولية البالغة 305.94 غرامًا من الفضة النقية، انخفضت قيمة الليرة الفينيسية كثيرًا على مدار عمرها الذي بلغ 1000 عام لدرجة أن هذه الوحدة الأصلية كانت تُعرف منذ عام 1200 ميلاديًا باسم الليرة الصغيرة (الليرة الصغيرة) مقارنة بالوحدات الأكبر التي تحمل نفس الاسم. قيمة الدينارو أو البيكولو 1⁄240كانت الليرة الوحيدة التي انتجت بين عامي 800 و1200 ميلادي. كان وزنها في البداية 1.7 غرام من الفضة النقية، انخفضت قيمتها على مر القرون حتى أصبحت تحتوي فقط على 0.08 غرام من الفضة النقية بحلول عام 1200 ميلادية.
أصبحت أنظمة العملة المختلفة في إيطاليا أقل أهمية للتجارة الأوروبية بعد عصر الاكتشاف في القرن السادس عشر؛ ومع ذلك استمرت البندقية في إصدار عملات معدنية جديدة. قُدمت عملة سكودو دارجينتو المصنوعة من الفضة النقية والتي يبلغ وزنها 30.1 غرام في عام 1578 مقابل 7 ليرة، وارتفعت إلى 12.4 ليرة بحلول عام 1739. صدر تولرو من الفضة النقية بوزن 23.4 غرام في عام 1797 مقابل 10 ليرات.
استبدلت الليرة الفينيسية الصغيرة في القرن التاسع عشر بالليرة الإيطالية لمملكة إيطاليا النابليونية في عام 1806 وليرة لومباردي البندقية للإمبراطورية النمساوية. أُعيد إدخال الليرة الإيطالية من قِبل جمهورية سان ماركو في عام 1848 على قدم المساواة مع الفرنك الفرنسي، والذي حل في النهاية محل جميع العملات السابقة بالإضافة إلى الليرة الصغيرة، حيث بلغت قيمة الأخيرة 0.5116 ليرة إيطالية.

#### ليرة جنوي
الليرة الجينوية ‏ (الإيطالية: Lira genovese) كانت العملة المستخدمة في جمهورية جنوة حتى عام 1797. بدأت دار سك العملة في جمهورية جنوة إنتاجها حوالي عام 1138، مع طرح العملات المعدنية بما يتماشى مع الإصدارات المماثلة الصادرة في بقية أوروبا، على النحو التالي:

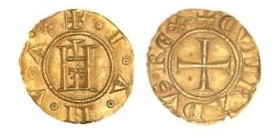
جينوفيو جنوة، 1252

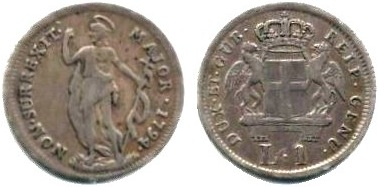
ليرة جنوة، 1794

- دينارو فضي عام 1138، يحتوي على 1.06 غرام من 1⁄3 فضة نقية (أو 84.8 غرام من الفضة النقية في الليرة)؛
- الغروسو الفضي في عام 1172 بقيمة 4 ديناري، أي 1.4 غرام من 23⁄24 من الفضة النقية (أو 80.5 غرام من الفضة النقية في الليرة)؛
- عملة جينوفينو  [لغات أخرى]‏ الذهبية في عام 1252، في نفس وقت عملة فلورين الفلورنسية تقريبًا؛ من الذهب الخالص الذي يبلغ وزنه 3.5 غرام، وتبلغ قيمتها 1⁄2 ليرة (كل ليرة تساوي إما 7 غرام من الذهب الخالص أو 70 غرام من الفضة الخالصة)؛

- عملة التستون أو الليرة الواحدة قبل عام 1500، تحتوي على حوالي 13 غرامًا من 23⁄24 من الفضة النقية (أو 12.5 غرام من الفضة النقية). كانت أعلى وحدة عملة إيطالية قيمة في نهاية القرن الخامس عشر.[29]

أصبحت العملة الجينوية مهمة في القرن السادس عشر خلال العصر الذهبي للخدمات المصرفية الجينوية، حولت الإمبراطورية الإسبانية ثرواتها الضخمة من أمريكا الإسبانية من خلال بنك سانت جورج ‏. ومع تراجع ثروات البنوك الجينوية والإمبراطورية الإسبانية في القرن السابع عشر، انخفضت قيمة الليرة الجينوية أيضًا بشكل كبير. ارتفعت قيمة السكودو الفضي إلى 6.5 ليرة في عام 1646، و7.4 ليرة في عام 1671، و8.74 ليرة قبل الاحتلال النمساوي لمدينة جنوة ‏ في عام 1746.

#### فلورين الولايات البابوية

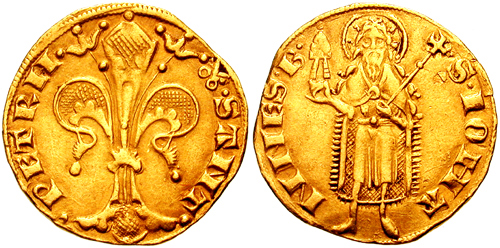
فلورين الولايات البابوية مع البابا أوربان الخامس مصورًا، ق. 1362–1370.

ظل النظام النقدي البيزنطي متبعًا في سك العملة البابوية حتى عهد البابا ليون الثالث، وبعد ذلك جاء نظام الإمبراطورية الفرنجية. اعتمد البابا يوحنا الثاني والعشرون النظام الفلورنسي، وسك فلورينات ذهبية، يتراوح وزن هذه العملة من 22 إلى 30 قيراطًا (4.4 إلى 6 غرام)، حتى خفضها البابا غريغوري الحادي عشر إلى 24 قيراطًا (4.8 غرامًا) الأصلية؛ لكن التدهور عاد مرة أخرى، وبعد ذلك كان هناك نوعان من الفلورينات، الفلورين البابوي، الذي حافظ على الوزن القديم، وفلورين الكاميرا، كان الاثنان بنسبة 69 فلورين بابوي = 100 فلورين دي كاميرا = 1 جنيه ذهبي = 10 كارليني. سكت الدوقية في دار السك البابوية منذ عام 1432؛ كانت عملة من أصل فينيسي تداولت مع الفلورين، والتي خلفها في عام 1531 السكودو، وهي قطعة من أصل فرنسي (إيكو) ظلت الوحدة النقدية للولايات البابوية.

#### جوليو الولايات البابوية

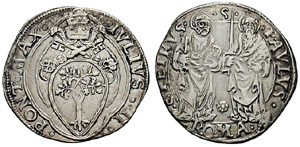
جوليو الولايات البابوية مع البابا يوليوس الثاني، 1503.

عملة جوليو عبارة عن عملة بابوية بقيمة 2 غروشن. جاء الاسم من البابا يوليوس الثاني (حكم من عام 1503 إلى عام 1513) الذي زاد من وزنه وقيمته الجوهرية في عام 1504. بأمر صادر في 20 يوليو 1504، أنشأ البابا ما يلي: "Reformetur stampae monetariae pro ducatis, carlenis, bononiensis etc. Cogitetur de cunio monetae si posset reduci Urbs ad monetam papalem exclusa forensi etc. ". carleni (أو كارليني) ثم إصلاحهم وتغيير اسمهم إلى جولي، لتمييزهم عن سابقاتهم. يحتوي على كمية وفيرة من الفضة تصل إلى 4 غرام. وبذلك أصبحت قيمتها أعلى بمقدار الثلث من قيمة الكارلين البابوي. بعد بضع سنوات، في عام 1508، انخفض محتوى الفضة بالفعل إلى أقل من 4 غرام. في عام 1535 كان هناك تخفيض آخر إلى 3.65 غرام. حملت العملة الأولى التي صدرت في عهد يوليوس الثاني شعار البابوية ‏ على الوجه والقديسين بطرس وبولس على الوجه الآخر.
في عام 1540، سك بول الثالث العملات المعدنية التي يبلغ وزنها 3.85 غرامًا تحمل اسم باولي. استخدم اسم جوليو أيضًا من قِبل دور سك العملة البابوية الأخرى وبعض الدور الإيطالية. زور جوليو البابوي في بولونيا في ماسيرانو على يد عائلة فيسكي ‏ قبل عام 1597. كان وزن هذه العملة 3.4 غرام فقط.
آخر عملة سكت بهذا الاسم هي عملة جوليو الفضية التي ضربها البابا بيوس السابع في عام 1817، وكان وزنها 2642 غرامًا وتحمل عنوان 917/1000. كان لا يزال يستحق 2 غروشن أو 10 بايوكي. كان اسما باولو وجوليو قيد الاستخدام في روما، حتى عندما لم تعد هذه العملات المعدنية متداولة، للإشارة إلى عملة العشرين بايوكي.

#### الولايات البابوية باولو

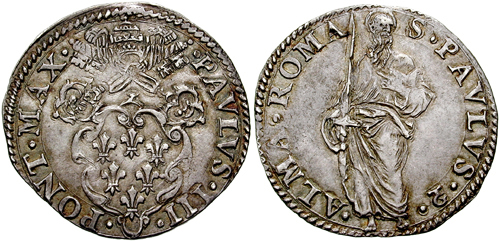
البابا باولو مع البابا بولس الثالث في الصورة، 1540.

كانت عملة باولو أو باولو عملة بابوية؛ أُطلق هذا الاسم على جوليو من قِبل غروسّيين اثنين عندما قرر البابا بولس الثالث (ومن هنا جاء اسمها) عام 1540 زيادة نسبة الفضة فيها إلى 3,85 غرام. حملت أول عملة سُكّت في عهد بولس الثالث شعار البابا على الوجه، وصورة القديس بولس على الوجه الآخر.
في وقت وصول الثوار الفرنسيين، سعر العملة الإيطالية في السوق الميلانية يعادل 14 جنيهًا إسترلينيًا. في روما في القرن التاسع عشر كان الاسم الشائع لعملة 10 بايوكي. ظل اسما باولو وجوليو قيد الاستخدام في روما حتى عهد البابا بيوس التاسع، حتى عندما لم تعد هذه العملات المعدنية متداولة، للإشارة إلى عملة العشرة بايوكي. وأخذت نفس الاسم على عملات معدنية من ولايات إيطالية أخرى. في دوقية توسكانا الكبرى تداول باولو 8 كريزي.

#### بايوكو لازيان
البايوكو هي عملة إيطالية قديمة استخدمت على نطاق واسع في وسط إيطاليا، وخاصة في لاتسيو. أصل الاسم غير مؤكد. كانت قيمتها في الأصل تعادل شلنًا واحدًا، وتغيرت ببطء عبر القرون إلى خمسة كواتريني، أو عشرين بنسًا. تغير حجم، وزن، وقيمة العملة نفسها بمرور الوقت. في مرحلة معينة، نحو منتصف القرن السادس عشر، أصبحت رقيقة للغاية حتى أنها استحقت لقب "بايوتشينو" أو "بايوتشيتو" لأن وزنها كان في الواقع أقل من 0.25 غرام.
خضعت للعديد من الاختلافات الأخرى في المادة، حيث فقدت المزيد والمزيد من الفضة وأصبحت سبيكة منخفضة أكثر فأكثر، لدرجة أُشير إليها باستخدام " بايوتشيلا " المهينة خلال فترة سيكستوس الخامس من عام 1585 إلى عام 1590. اختفت بعد توحيد إيطاليا بين عامي 1861 و1870، عندما دخلت الليرة الإيطالية.

#### كافالو نابولي

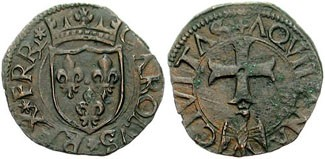
كافالو نابولي، ق. 1495–1496

الكافالو عملة نحاسية من جنوب إيطاليا في عصر النهضة. سكت لأول مرة من قِبل الملك فرديناند الأول ملك نابولي في عام 1472. حصلت على اسمها من صورة الحصان الموجودة على ظهرها.
استخدم الاسم لاحقًا للعملات المعدنية ذات القيم نفسها ولكن بأنواع مختلفة مثل تلك التي سكها تشارلز الثامن ملك فرنسا في نابولي عام 1494. مع انخفاض قيمتها، أُلغي الكافالو في عام 1498 واستبدل بـ doppio cavallo ("الكافالو المزدوج")، والمعروف أيضًا باسم sestino، من قِبل فريدريك الأول من نابولي.
سكت عملة الكافالو مرة أخرى في عهد فيليب الرابع ملك إسبانيا (كانت مملكة نابولي في ذلك الوقت خاضعة لحكم إسبانيا) في عام 1626. سك تالعملات المتعددة (2، 3، 4، 6 و 9 كافالي) حتى عهد فرديناند الرابع. سكت العملة الأخيرة المكونة من ثلاثة كافالي في عام 1804، واستبدلت بعملة تورنيز، والتي تعادل 6 كافالي.

#### أنكونيتان أغونتانو

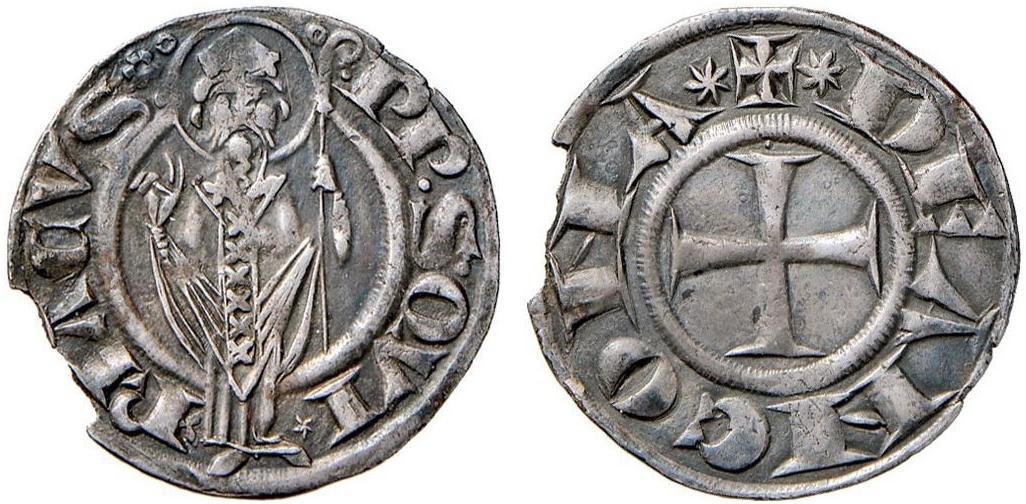
أنكونا أغونتانو ، ق. 13th–14th centuries

الأغونتانو هو العملة المستخدمة في جمهورية أنكونا ‏ البحرية الإيطالية من القرن الثاني عشر إلى القرن السادس عشر خلال عصرها الذهبي. عبارة عن عملة فضية كبيرة قطرها ما بين 18 إلى 22 ملم ووزنها ما بين 2.04 إلى 2.42 غرام، وقيمتها تعادل تقريبًا قيمة عملة السولدوز الميلانية. بدأت التقارير الأولى عن سك العملات في أنكونا في العصور الوسطى في القرن الثاني عشر عندما نمت استقلال المدينة وبدأت في سك العملات دون إشراف إمبراطوري أو بابوي.
حققت العملة المعدنية، التي أطلق عليها أيضًا اسم "غروسو أغونتانو"، نجاحًا كبيرًا وقُلد نوعها في مدن أخرى في ماركي وأيضًا في إميليا رومانيا، توسكانا، لاتسيو، وأبروتسو. على سبيل المثال، عملات ماسا ماريتيما، رافينا، ريميني، فولتيرا، بيزارو وفيرارا. تظهر تأثيرًا واضحًا من أنكونا.

#### ميلانو سولدو

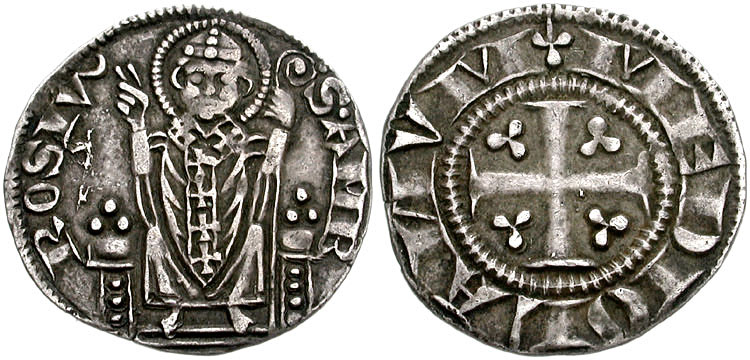
ميلانو سولدو ، ق. 1250–1310

السولد عملة فضية إيطالية من العصور الوسطى، أصدرها الإمبراطور هنري السادس لأول مرة في أواخر القرن الثاني عشر في ميلانو . الاسم مشتق من العملة الرومانية المتأخرة solidus.
انتشر بسرعة في إيطاليا، حيث سك في جنوة، وبولونيا، والعديد من المدن الأخرى. في البندقية، سكت العملة المعدنية منذ عهد فرانشيسكو داندولو ‏ فصاعدًا، وظلت قيد الاستخدام أيضًا بعد حل الجمهورية في عام 1797 وأثناء الاحتلال النمساوي حتى عام 1862. في القرن الرابع عشر في فلورنسا ‏، يعادل السولدو 1⁄20 ليرة و 12 دينارا.

#### جيلياتو نابولي

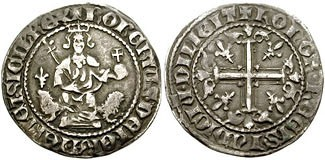
جيلياتو نابولي، 1310

كانت الجيلياتو، أو الجيلاتو أو كارلينو، عملة من الفضة الخالصة أنشأها تشارلز الثاني من أنجو في نابولي عام 1303، ثم في بروفانس أيضًا منذ عام 1330. أُشتق اسمها من الزنابق ("جيجليو") الموضحة على الجانب الخلفي متشابكة حول الصليب. وزن العملة 4 غرام. ونسخ هذا النوع من العملات على نطاق واسع في شرق البحر الأبيض المتوسط، وخاصة من قِبل الأتراك، مثل أمير ساروهان.
قطر عملة جيلياتو الفضية التي صنعها تشارلز الثاني من أنجو هو نفس قطر العملة الفضية السائدة في ذلك الوقت، وهي العملة الفرنسية gros tournois، أو مثل عملة grosso rinforzato التي كانت تضربها هيئة الشيوخ الرومانية، أي 24 ملم. احتوت على 4.01 غرام من الفضة النقية عيار 929، أو 3.73 غرام من الفضة النقية. أنواعها أكثر شيوعًا بين العملات الذهبية الفرنسية، وخاصة عملة فيليب العادل الصغيرة الملكية الذهبية، من العملات الفضية الإيطالية.

#### بولونيز بولونيينو

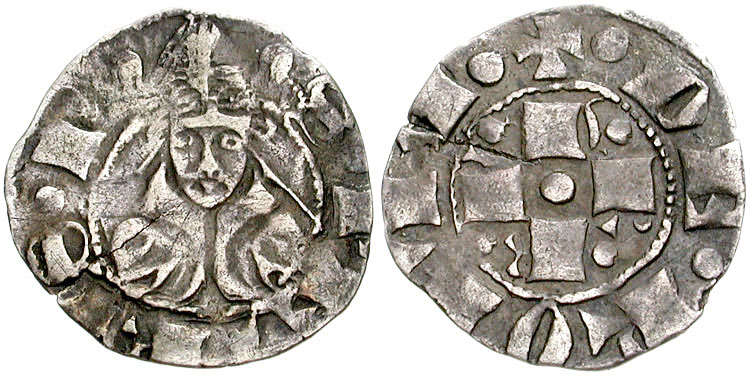
بولونيز بولونيينو ، ق. 1370-1378

البولونينو عملة معدنية سُكّت في بولونيا ومدن أخرى في إيطاليا في العصور الوسطى من أواخر القرن الثاني عشر إلى القرن السابع عشر.
ظهرت هذه العملة لأول مرة في عام 1191، عندما منح الإمبراطور هنري السادس بولونيا الحق في سك دينارو فضي. في عام 1236، أُعيد تسمية هذه الوحدة باسم بولونينو بيكولو (بولونينو صغير) عندما قُدم بولونينو غروسو (بولونينو كبير)، بقيمة 12 سولدي. ووزنه 9 قيراط
اعتمدت العملة المعدنية الغروسو في بلديات ومدن إيطالية أخرى، مثل رافينا وريميني، ونُسخت بواسطة دور سك العملة الأخرى، مثل دور سك العملة في لوكا وروما ومدن أخرى في أبروتسو وماركي. تغيرت القيمة تبعا للوضع السياسي والاقتصادي الحالي.
لم يضرب البولونينو ابتداءً من القرن الثامن عشر. ومع ذلك، ظلت المضاعفات التي تصل إلى 100 بولوني موجودة.
قدمت عملة بولونيينو ذهبية في عام 1380، وقيمتها تعادل 30 عملة بولونيينو فضية (نفس عنوان ووزن الدوقاتو البابوية).

#### بيريال صقلية

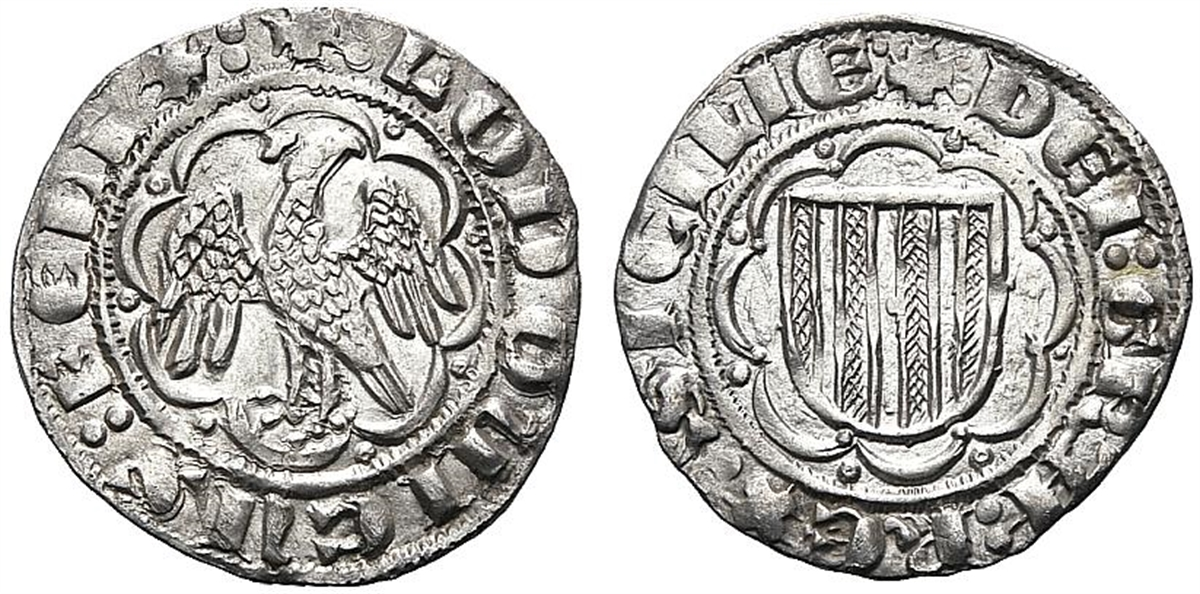
بيريال صقلية، ق. 1342–1355

البييريال (جمع بييريال، أي " ريال بيتر") عملة فضية سكتها مملكة صقلية بين عهدي بيتر الأول (1282-1285) وفرديناند الثاني (1479-1516). كان يعادل في الوزن والنعومة كارلينو نابولي ويطلق عليه أحيانًا كارلينو.
ظهر على الوجه الأمامي النسر الإمبراطوري، الشعار المفضل لسلالة ستوفر لملكة بيتر الأول، كونستانس الثانية، وعلى الوجه الخلفي شعارات أراغون ‏، التي تمثل مملكة بيتر الأصلية. صُمم بشكل متعمد على النقيض من تصميم كارلينو. بعد غزو ألفونسو الأول لنابولي في عام 1442، استبدل الشعار بصورة الحاكم الجالس (تقليدًا للكارلينو) واستبدل النسر بالشعارات المقسمة لأراغون ونابولي.
سكت عملات ذهبية تعادل عشرة عملات فضية في عهد بطرس الأول، ولكن نادرًا ما سكت بعد ذلك. سك نصف بييريال وربع بييريال بين عامي 1377 و1410 ومرة أخرى أثناء حكم جون (1458-1479).

#### أوغستاليس صقلية

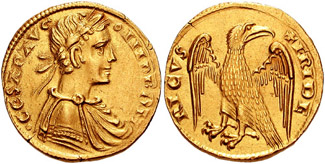
أوغستاليس صقلية، ق. 1231–1250

الأوغستاليس أو الأوغستالي، المعروف أيضًا باسم أغوستارو، عملة ذهبية سُكت في مملكة صقلية بداية من عام 1231. صدرت من قِبل فريدريك الثاني، الإمبراطور الروماني المقدس (منذ عام 1220) وملك صقلية (منذ عام 1198)، وسكت حتى وفاته في عام 1250. بالإضافة إلى ذلك، صدر نصف أوغستاليس. كان متطابقًا في التصميم، لكنه أصغر حجمًا ونصف الوزن. اسم أوغسطاليس يعني حرفيًا "العظيم"، في إشارة إلى أصل العملة من الإمبراطور نفسه، ولكنه يربطها أيضًا بالإمبراطور الروماني، الذي كان يُطلق عليه عادةً اسم أوغسطس.
يحمل الأوغستاليس نقشًا لاتينيًا وكان متداولًا على نطاق واسع في إيطاليا. صُمم على غرار الذهب الروماني. ضربت في برينديزي وميسينا مع مليارات الدنانير المصاحبة لها. وُصِف أسلوب الأوغستاليس بأنه رائع وعصر النهضة؛ وكانت جودة تنفيذه ودقته عالية. وزن الأوغستاليس الاسمي 5.31 غرامًا وكان وزنه 201⁄2 قيراط (854/1000) ناعم. وكانت القيمة القانونية ربع أونصة من الذهب الصقلية.

#### العصر الحديث
كانت العملات الإيطالية الحديثة المبكرة مشابهة جدًا في أسلوبها للفرنكات الفرنسية، وخاصة في الأعداد العشرية، حيث كانت البلاد تحت حكم مملكة إيطاليا النابليونية. وتعادل قيمتها 0.29 غرام من الذهب أو 4.5 غرام من الفضة.

#### سكودو الولايات البابوية

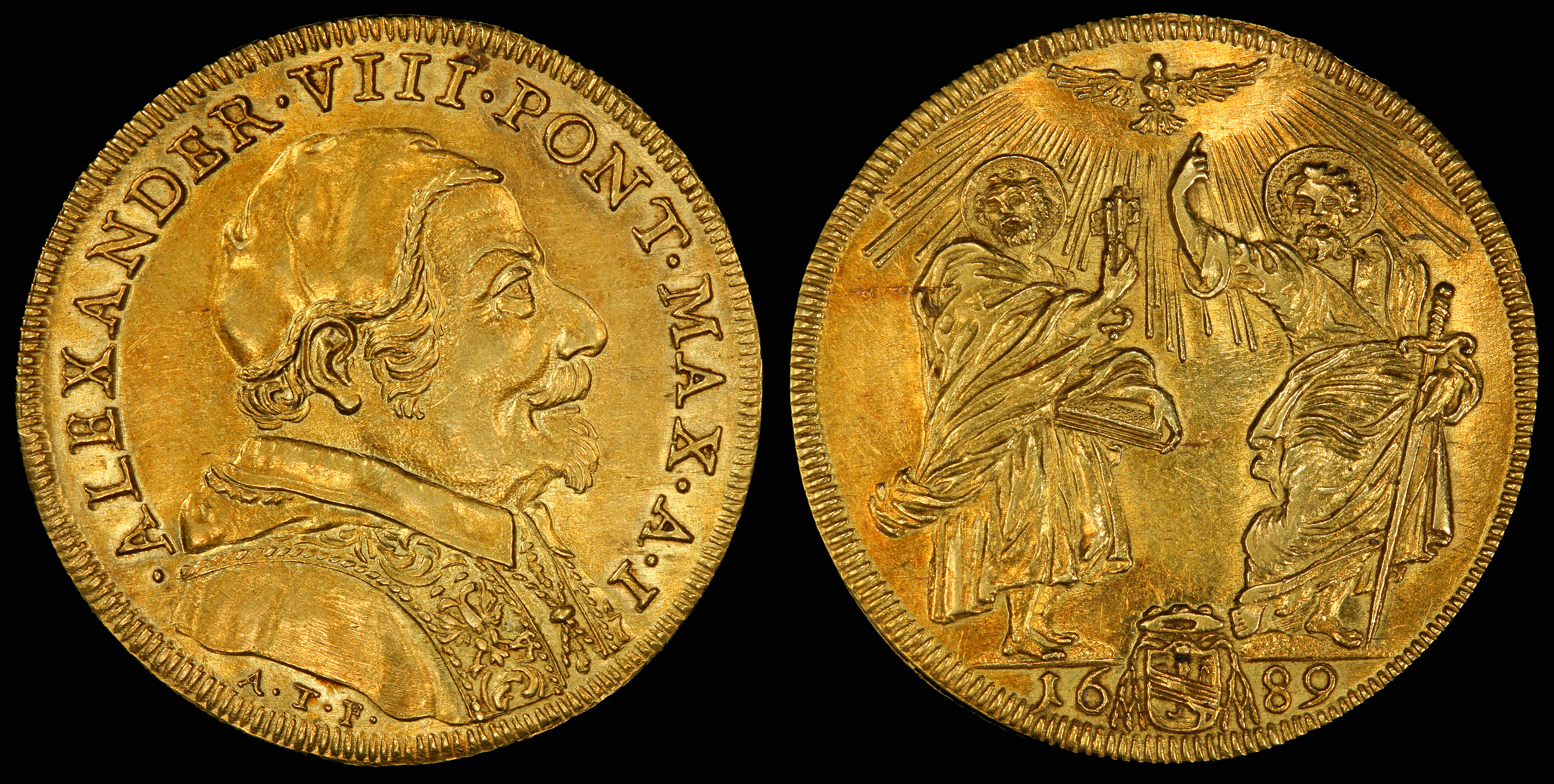
الولايات البابوية 4 الولايات البابوية سكودو) تصور البابا ألكسندر الثامن (الوجه) والقديسين بطرس وبولس (القديسين)، 1689.

كان نظام سكود الولايات البابوية (الجمع: سكودي) هو نظام العملات المستخدم في الولايات البابوية حتى عام 1866. قُسمت إلى 100 بايوكي (مفرد: بايوكو)، كل منها مكون من 5 كواتريني (مفرد: كواترينو). وشملت الفئات الأخرى غروسو من 5 بايوكي، كارلينو من71⁄2 بايوكي، جوليو وباولي كلاهما 10 بايوكي، تيستون 30 بايوكي، ودوبيا 3 سكودي.
بين عامي 1798 و1799، أسست القوات الثورية الفرنسية الجمهورية الرومانية، التي أصدرت عملات معدنية مقومة بالبايوكو والسكودو. بالإضافة إلى ذلك، غيرت دول أنكونا، تشيفيتافيكيا، كليتونو، فولينيو، جوبيو، بيرجولا، وبيروجيا نظام سك العملات الخاص بها إلى نظام الجمهورية الرومانية. عهد الباباوات بإنتاج العملة إلى أفضل الفنانين في ذلك الوقت.
في عام 1808، ضُمت الولايات البابوية إلى فرنسا، وتداول الفرنكات الفرنسية باعتبارها العملات الرسمية. عندما استعاد البابا سلطته في عام 1814، عاد السكودو إلى العمل. ومع ذلك، لم يستئنف سك العملات الفردية للدول. وفي عام 1849، تأسست جمهورية رومانية أخرى أصدرت العملات المعدنية مركزياً وفي أنكونا.
في عام 1866، استبدل السكودو بالليرة، وهو ما يعادل الليرة الإيطالية . كان سعر الصرف المستخدم 5.375 ليرة = 1 سكودو.

#### ليرة بارمان
ليرة بارما ‏ هي العملة الرسمية لبارما قبل عام 1802، عادت للعمل من عام 1815 إلى عام 1859. تتمتع دوقية بارما بنظام سك عملات خاص بها حتى أصبحت جزءًا من فرنسا في عام 1802. قُسمت هذه الليرة إلى 20 سولدي (مفردها: صولدو)، كل منها يساوي 12 ديناري (مفردها: دينارو)، حيث كان السيسينو يساوي 6 ديناري والدوكاتو يساوي 7 ليرات. استبدلت العملة بالفرنك الفرنسي.

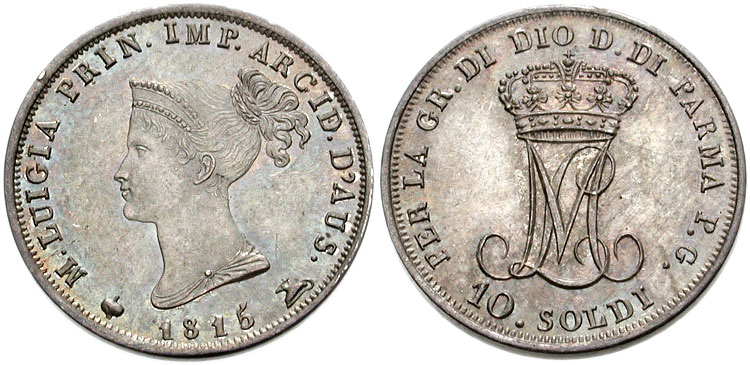
نصف ليرة بارمان ، 1815

بعد إعادة تأسيس استقلال بارمان، قُدم نظام العملة البارمانية في عام 1815. تسمى أيضًا بالليرة، كانت مقسمة إلى 20 سولدي أو 100 سنتيمي. لكن هذه الليرة كانت تساوي الفرنك الفرنسي والليرة السردينية ‏، ومتداولة جنباً إلى جنب مع الأخيرة. كان وزنه 5 غرام، ودرجة نقائه 9/10 من الفضة. منذ عام 1861، استخدمت بارما الليرة الإيطالية المكافئة لها.

#### سكودو سردينيا
السكودو السرديني ‏ (الجمع: سكودي) هو العملة المستخدمة في مملكة سردينيا من عام 1720 إلى عام 1816. قُسمت إلى 2½ ليرة (مفردها: ليرة)، كل منها يتكون من 4 ريالات، 20 سولدي، 120 كالياري أو 240 ديناري. كان doppietta يساوي 2 سكودي. استبدل بالليرة السردينية.

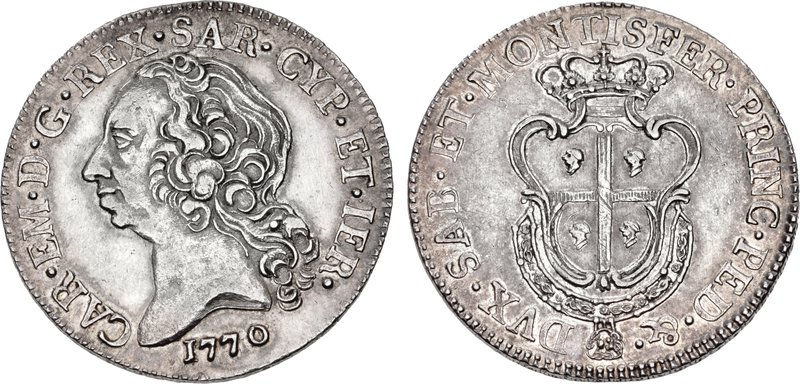
نصف سكودو سرديني ، 1770

في أواخر القرن الثامن عشر، تداولت العملات المعدنية من فئات 1 و3 كالياري، و1 سولدو، ونصف و1 ريال، و¼ و½ و1 سكودو، و1 و2½ و5 دوبيتا. كانت العملات الكاليارية تُسك من النحاس، السولدو والريالي من البيليون، السكودو من الفضة، والدوبييتا من الذهب.

#### اثنان أونسيا صقلية

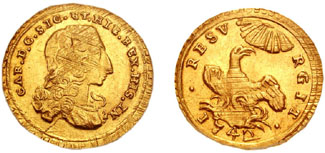
أونسيا الصقلية، 1742

في جنوب إيطاليا، كانت الأونسيا (الجمع أونسي أو مرة واحدة) أو الأونزا (الجمع أونزي) وحدة حسابية خلال العصور الوسطى، ثم عملة ذهبية سُكّت بين عامي 1732 و1860. وسكت أيضًا في الأراضي الإيطالية الجنوبية للإمبراطورية الإسبانية، وسكت عملة فضية بنفس القيمة من قِبل فرسان مالطا. الاسم مشتق من الكلمة الرومانية القديمة uncia. قد تُترجم في بعض الأحيان إلى أونصة.
في ممالك العصور الوسطى نابولي وصقلية، كان الأونسيا الواحد يعادل 30 تاري، 600 جراني، و3600 ديناري (بنسات). تقليديا، يُشار إلى مبلغ المال من خلال أرقام oncie و tarì و grani و denaro مفصولة بنقاط، وبالتالي يشير 2.2.15.1 إلى 2 oncie و tarì و15 grani و1 denaro. على الرغم من أن العملة المعدنية "أونسيا" لم تُسك قط في العصور الوسطى، إلا أنها كانت الوحدة الأساسية للحساب. سكت الفئات الأقل، مثل الدوقية (ستة منها تعادل أونسيا ) والكارلينو (60 تعادل أونسيا ). قدم فريدريك الثاني الأوغسطاليس، الذي كان ربع أونسيا.

#### اثنان تورنيسل صقلية

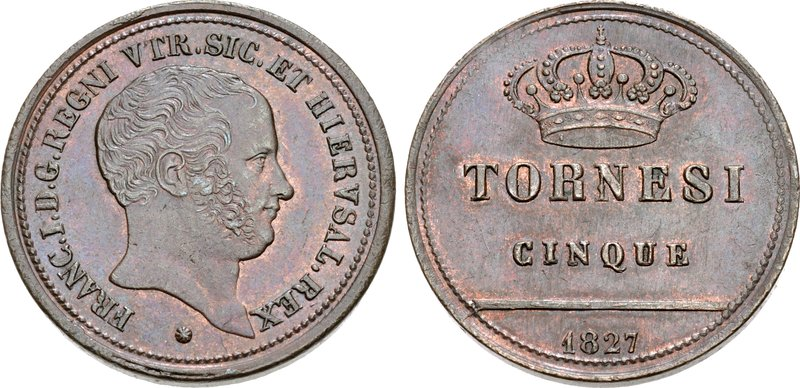
تورنسيل صقلية ، 1827

التورنيسل أو التورنيسول أو tornese كانت عملة فضية لأوروبا في أواخر العصور الوسطى وأوائل العصر الحديث. أخذت اسمها من denier tournois، denier من التولات.
أشار ماركو بولو إلى العملة المعدنية في سردياته عن رحلاته إلى شرق آسيا عند وصف عملات إمبراطورية يوان.
كانت أوصافه مبنية على تحويل 1 بيزنت = 20 جرات = 13313 تورنيسل. tornese كانت وحدة فرعية من دوقات نابولي، صقلية واثنان دوكات صقلية ‏.

#### ليرة لوكانية

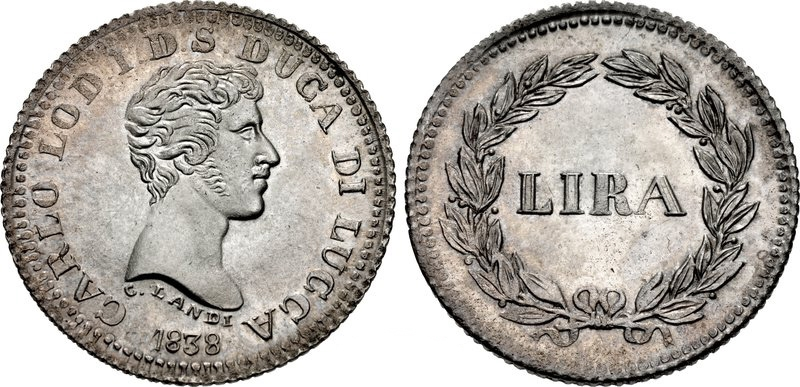
ليرة لوكانية ، 1838

كانت الليرة اللوكية (الجمع: ليرة) هي العملة المستخدمة في جمهورية لوكا حتى عام 1800 ومرة أخرى في دوقية لوكا بين عامي 1826 و1847. قُسمت إلى 20 سولدي، كل منها يساوي 3 كواتريني أو 12 ديناري. ظلت الليرة متداولة حتى عام 1800، عندما ادخل الفرنك الفرنسي، مصحوبًا بالفرنك اللوكاني ‏ منذ عام 1805. بعد سقوط نابليون، ظلت دولة لوكان بدون عملة رسمية، مستخدمة الفرنك القديم، الليرة التوسكانية، ‏ والفيورينو التوسكاني. ظهرت الليرة اللوكانية مرة أخرى في عام 1826 بأمر من الدوق تشارلز لويس، لتحل محل جميع العملات المتداولة.
تحتوي الليرة اللوكانية على كمية من الفضة أقل من تلك الموجودة في الليرة التوسكانية ‏. ضمت لوكا إلى توسكانا في عام 1847 واستبدلت الليرة اللوكانية بالفينورينو التوسكاني بمعدل 1 فيورينو =12⁄3 ليرة توسكانية = 2 ليرة لوكانية. في عام 1826،قُدمت العملات المعدنية من فئات 1، 2 و 5، 1، 2، 3، 5 و 10 سولدي، و 1 و 2 ليرة. سكت فئات الكواتريني وs.1 من النحاس، بينما سكت الفئات الأعلى من الفضة.

#### سكودو بييمونتي
السكودو البييمونتي ‏ (الجمع: سكودي) هو العملة المستخدمة في منطقة بييمونتي وأجزاء أخرى من البر الرئيسي لمملكة سافويارد في سردينيا من عام 1755 إلى عام 1816. قُسمت إلى 6 ليرات (مفردها ليرة)، كل منها يساوي 20 سولدي أو 240 ديناري. كانت قيمة الدوبييا 2 سكودي. خلال جمهورية الألب الفرعية ‏ والاحتلال الفرنسي (1800 – 1814)، كان الفرنك الفرنسي متداولاً، بالإضافة إلى عدد صغير من العملات المعدنية المنتجة محلياً. استبدل السكودو بالليرة السردينية.

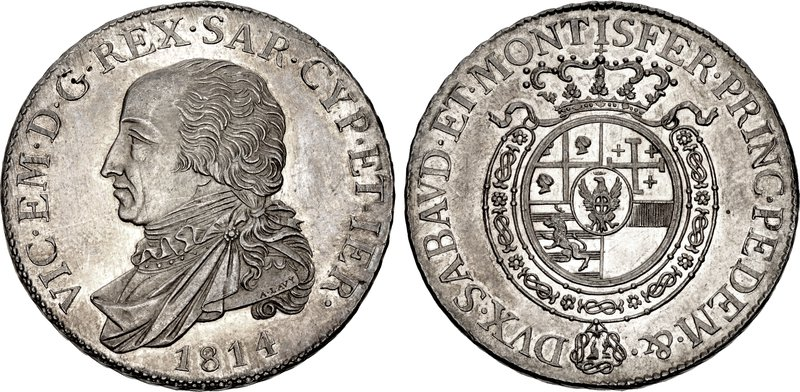
، 1814

في أواخر القرن الثامن عشر، تداولت عملات نحاسية من فئة 2 ديناري، ومليار ونصف، و1، و2.5، و7.5 سولدي، عملات فضية من فئة ¼، و½، و1 سكودو، وعملات ذهبية من فئة ¼، و½، و1، و2.5 دوبي. في تسعينيات القرن الثامن عشر، اضيف النحاس 1 و5 سولدي، ومليار 10، 15، و20 سولدي. أصدرت جمهورية بييمونتي ¼ و½ سكودو فضية في عام 1799. تبع ذلك في عام 1800 سك عملة برونزية بقيمة 2 سولدي باسم "أمة بييمونتي" (Nazione Piemontese).

#### الليرة التوسكانية
الليرة التوسكانية ‏ (الجمع: ليرة) هي عملة دوقية توسكانا الكبرى حتى ضمها من قِبل فرنسا النابليونية في عام 1807. وبعد ذلك العام، ظل متداولاً بشكل غير رسمي بفضل قيمته الفضية حتى استعادة توسكانا استقلالها في عام 1814. والغي نهائيا في عام 1826. وتقسيمها إلى 20 سولدي، كل منها 3 كواتريني أو 12 ديناري (المفرد: سولدو، كواترينو، دينارو). شملت الفئات الأخرى الجنون بقيمة 5 سنتات؛ الغروسو بقيمة 20 سنتًا؛ والباولو بقيمة 40 سنتًا أو2⁄3الليرة؛ التيستون بقيمة 3 باولي؛ و الفرنسية بحجم التاج بقيمة 10 باولي أو62⁄3ليرة.

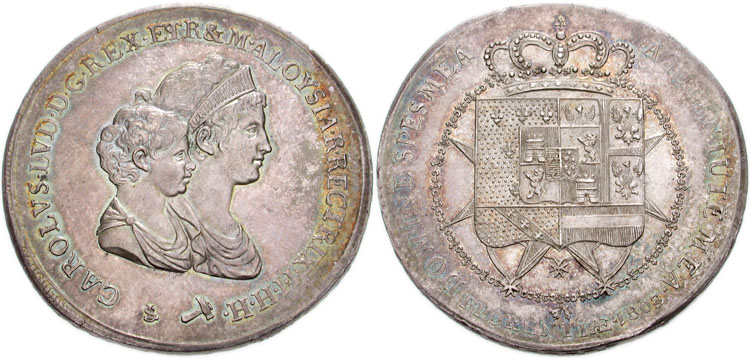
10 ليرة توسكانية ، 1803

في عام 1803 كانت الليرة التوسكانية تعادل 0.84 فرنك فرنسي، أو 0.84 ليرة إيطالية، أو 3.78 غرام من الفضة الخالصة. في عام 1826 استبدل بـ فيورينو توسكاني بقيمة 100 كواتريني أو12⁄3ليرة. في أواخر القرن الثامن عشر، تداولت العملات النحاسية في فئات q.1 وq.2 وs.1، إلى جانب Billon q.10 والفضة 1⁄2 ، 1، 2، 5 و 10 باولي. في أوائل القرن التاسع عشر، كان النحاس. 1⁄2 واضيف و s.2، مع الفضة 1 ليرة و 10 ليرة. كانت العملة المعدنية بقيمة 10 ليرات تُعرف باسم دينا وكانت العملة المعدنية بقيمة 5 ليرات تُعرف باسم ميزا دينا ("نصف دينا").

#### عملة صقلية

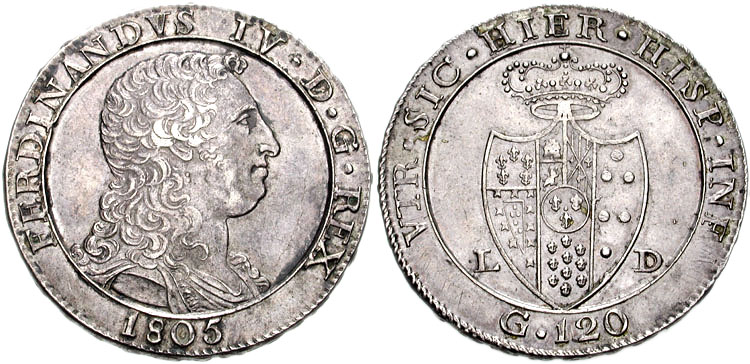
عملة صقلية ، 1805

العملة الصقلية هي العملة المميزة لمملكة صقلية حتى عام 1815. لتمييزها عن العملات الصادرة في مملكة صقلية (المعروفة أيضًا باسم مملكة نابولي)، يشار إليها باسم "العملة الصقلية" على عكس "العملة النابولية". كان هذان القسطان متساويين، ولكن قُسما بشكل مختلف. قسم البياسترا الصقلية إلى 12 تاري، كل منها 20 جرانا أو 120 بيكولي. كانت قيمة oncia تساوي 30 تاري (2½ قرش).
في عام 1815، ادخلت عملة قرش واحدة لمملكة الصقليتين، وهي قرش الصقليتين. من ريفيلي في عام 1607 في كاتانيا، وأيضًا ريفيلي في عام 1811 في أفولا، يمكن استخراج النظام النقدي الصقلي بسهولة. لقد كان:-
1 أونزي = 30 تاري، 1 تارو = 20 جراني، 1 جرانو = 6 بيكيولي.
في هاتين الوثيقتين التاريخيتين، لم يستخدم تسمية "piastra". العملة الصقلية المتاحة للبيع اليوم بشكل شائع هي قطعة الفضة التي يبلغ وزنها 120 جرانا، والتي تزن أونصة واحدة. ويسمى في الوصف التكميلي لهذه القطعة الفضية قرشًا واحدًا. ومع ذلك، في عام 1823، جورج كراب، في قاموسه التكنولوجي العالمي المجلد 2، بالإضافة إلى دعم القيم النسبية المذكورة أعلاه للأونزي، التاري، والجراني في المحاسبة، بإدراج 120 جراني على أنها تعادل فلورينو واحد. كما يذكر كراب أيضًا البونتو، الكارلينو، الدوقات، والسكودو أو التاج وما يعادلها من الجرانو، إلا أنه لم يذكر البسترا.

#### عملة نابولي

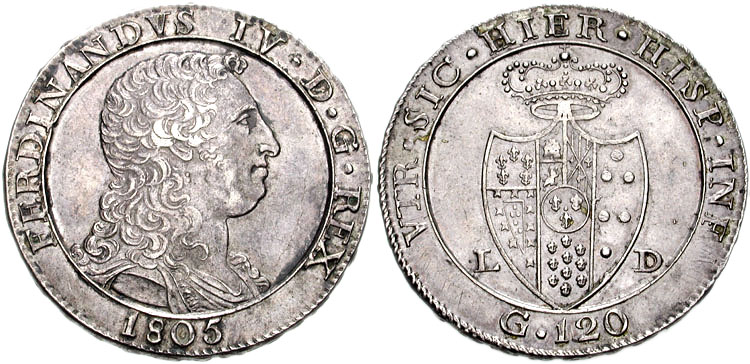
عملة نابولي 120 غرانا (1 قرش نابولي)، 1805

كانت العملة الفضية النابولية هي العملة الفضية الأكثر شيوعًا في مملكة نابولي. ولتمييزها عن العملات الصادرة في جزيرة صقلية، يشار إليها باسم "العملة النابولية" على عكس "العملة الصقلية".
كانت العملتين متساويتين ولكن قُسما بشكل مختلف.قسم عملة نابولي إلى 120 جرانا (المفرد: جرانو)، كل منها 2 تورنيسي (المفرد: تورنيزي) أو 12 كافالي (المفرد: كافالو). وكان هناك أيضًا كارلينو بقيمة 10 جرانا ودوكاتو بقيمة 100 جرانا.
في عام 1812، ادخلت الليرة النابولية ‏ من قبل المحتلين الفرنسيين في محاولة لتقسيم وحدات العملة النابولية إلى عشرية. لكن المحاولة باءت بالفشل، واقتصر التحويل إلى النظام العشري على تغيير قيمة الكافالو إلى عُشر الجرانو. بعد استعادة سيطرة البوربون، صدرت عملة واحدة لكامل الصقليتين، وهي قرش الصقليتين. قسم هذه العملة الجديدة بنفس الطريقة التي قسم بها العملة النابولية.

#### اثنان عملة صقلية

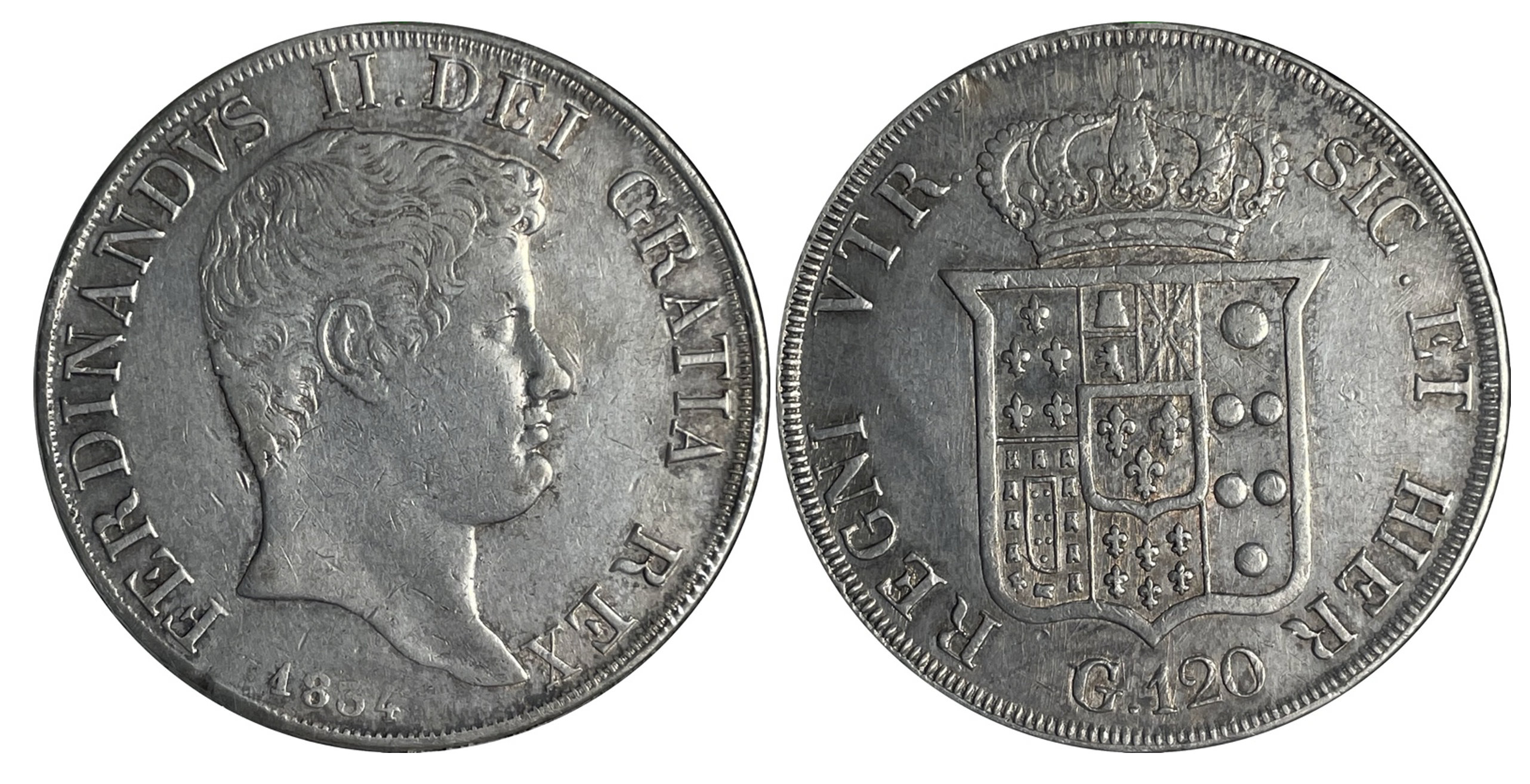
عملة فضية من فئة 120 جرانا من صقلية (قطعة واحدة من عملة صقلية)، 1834

عملة مملكة الصقليتين هي نظام سك العملة أو العملة المستخدمة في مملكة الصقليتين بين عامي 1815 و1860. وقسمت إلى 120 جرانا (مفرد: جرانو)، كل منها يتكون من 2 تورنيسي (مفرد: تورنيز). احتفظ بالحسابات بالدوكاتو، بقيمة 100 جرانا. بُسط تقسيم العملة وسكها فيما يتعلق بعصر ما قبل نابليون: حيث لم ينجُ سوى ثلاث فئات. كان الدوقية هو الاسم الصحيح للعملات الذهبية، ومن الغريب أنها لم تكن موجودة كوحدة واحدة؛ وكان الجرانا (المفرد: جرانو) هو اسم العملات الفضية، والتي لم تكن موجودة أيضًا كوحدة واحدة؛ وكان التورنيسل (بالإيطالية: تورنيز) هو اسم العملات النحاسية، والتي كانت قيمتها نصف جرانا . احتفظ بالحسابات بالدوقية، كل منها 100 جرانا أو 200 تورنيسل.
كانت البيسترا هي الاسم غير الرسمي لأكبر عملة فضية، والتي بلغت قيمتها 120 جرانا. عندما حلت الليرة الإيطالية محل عملة بيت بوربون في عام 1861، حُدد سعر 1 قرش = 5.1 ليرة.

#### الليرة النابولية
الليرة النابولية ‏ هي العملة المستخدمة في الجزء الرئيسي من مملكة الصقليتين، المعروفة باسم مملكة نابولي، بين عامي 1812 و1815. صدرت العملة من قِبل يواكيم مراد، الذي ادعى لقب "ملك الصقليتين" لكنه كان يسيطر فقط على الجزء الرئيسي من المملكة. ومن ثم، يطلق على العملة اسم "الليرة النابولية". قُسمت إلى 100 سنتيسيمي (مفردها : سنتيسيمو) وكانت تساوي الليرة الإيطالية والفرنك الفرنسي. حلت محل العملة الورقية القديمة، التي تداولها مرة أخرى بعد استعادة حكم بوربون.

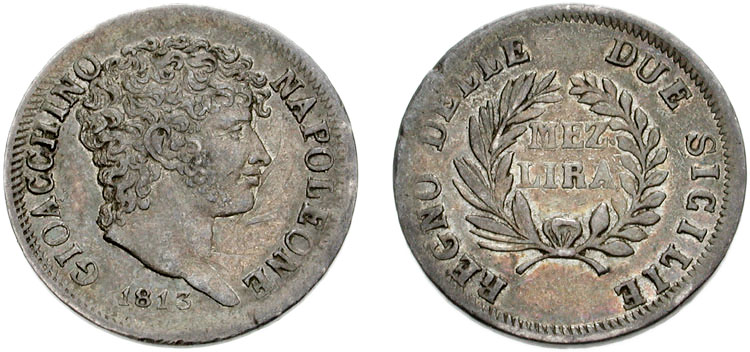
نصف ليرة نابولي، 1813

صدرت العملات المعدنية بفئات 3، 5، و10 سنتيمي، و½ و1 و2 و5 و20 و40 ليرة. سكت العملات المعدنية من فئة السنتسيمي من البرونز، كانت العملات المعدنية من فئة الليرة حتى 5 ليرات من الفضة، وكانت العملات المعدنية من الفئات الأعلى من الذهب. حملت جميع العملات المعدنية رأس اسم يواكيم مورات واسمه الإيطالي المعتمد "جيواكينو نابليون.

#### الليرة السردينية

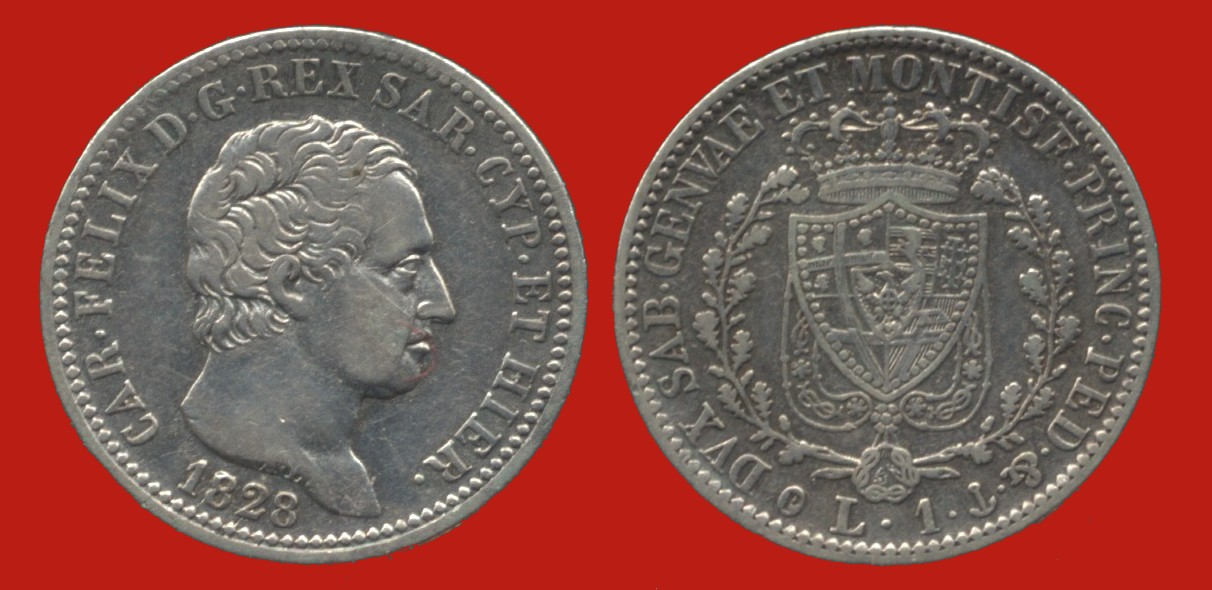
ليرة سردينية ، 1828

الليرة السردينية هي العملة المستخدمة في مملكة سردينيا في الفترة من 6 أغسطس 1816 إلى 17 مارس 1861. قُسمت إلى 100 سنتيسيمي (مفردها سنتيسيمو) وتساوي في قيمتها الفرنك الفرنسي (4.5 غرام من الفضة)، ويستخدم في السابق كعملة لمملكة سردينيا، بعد أن حل محل سكودو بييمونتي ‏ بحلول عام 1801.
وبما أن الليرة السردينية لم تكن أكثر من نسخة أخرى من الفرنك الفرنسي، كان من الممكن تداولها أيضًا في فرنسا، وتداول العملات الفرنسية في بييمونتي (الجزء البري من مملكة سردينيا). استبدلت الليرة السردينية بالليرة الإيطالية في عام 1861، كنتيجة لعملية توحيد إيطاليا. على غرار غالبية عملات القرن التاسع عشر، لم تتأثر الليرة السردينية بنوبات تضخم كبيرة طوال فترة وجودها.
على كل عملة، كتب الملك الحاكم باللغة اللاتينية على الوجه الأمامي كملك سردينيا وقبرص والقدس بنعمة الله، ودوق سافوي وجنوة ومونتفيرات، أمير بيدمونت وما إلى ذلك على الوجه الخلفي.

#### سكودو روماني

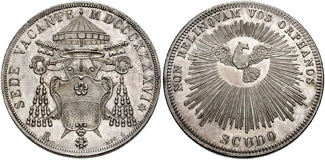
سكودو روماني ، 1846

السكودو الروماني (الجمع: scudi romani) هو العملة المستخدمة في الولايات البابوية حتى عام 1835 إلى عام 1866. قُسمت إلى 100 بايوكي (مفرد: بايوكو)، كل منها مكون من 5 كواتريني (مفرد: كواترينو). وشملت الفئات الأخرى غروسو من 5 بايوكي، وكارلينو من71⁄2 بايوكي، جوليو وباولي كلاهما 10 بايوكي، تيستون 30 بايوكي ودوبيا 3 سكودي. في عام 1866، استبدل السكودو بالليرة البابوية، والتي تعادل الليرة الإيطالية، عندما انضمت الولايات البابوية إلى الاتحاد النقدي اللاتيني. كان سعر الصرف المستخدم 5.375 ليرة = 1 سكودو.
بالإضافة إلى الإصدارات الخاصة بالولايات البابوية ككل، صدرت العملة أيضًا من قِبل العديد من البلديات الفردية. في أواخر القرن الثامن عشر، شمل ذلك إصدارات من أنكونا، أسكولي، بولونيا، تشيفيتافيكيا، فانو، فيرمو، فولينيو، جوبيو، ماشيراتا، ماتيليكا، مونتالتو، بيرجولا، بيروجيا، رونسيجليوني، سان سيفيرينو، سبوليتو، تيرني، تيفولي وفيتربو. بشكل فريد في بولونيا، قُسم البايوكو، المعروف أيضًا باسم بولونينو، إلى 6 كواتريني. في عام 1808، ضمت الولايات البابوية إلى فرنسا، وتداول الفرنك الفرنسي رسميًا. عندما استعاد البابا سلطته في عام 1814، عاد السكودو إلى العمل. ومع ذلك، استؤنفت سك العملة المعدنية في بولونيا فقط خارج روما. وفي عام 1849، تأسست جمهورية رومانية أخرى أصدرت العملات المعدنية مركزياً وفي أنكونا.

#### فلورين توسكاني
الفلورين التوسكاني ‏ هو العملة المستخدمة في توسكانا بين عامي 1826 و1859. قُسمت إلى 100 كواتريني (مفردها: كواترينو)، مع فئة إضافية تسمى باولو، بقيمة 40 كواتريني، قيد التداول.

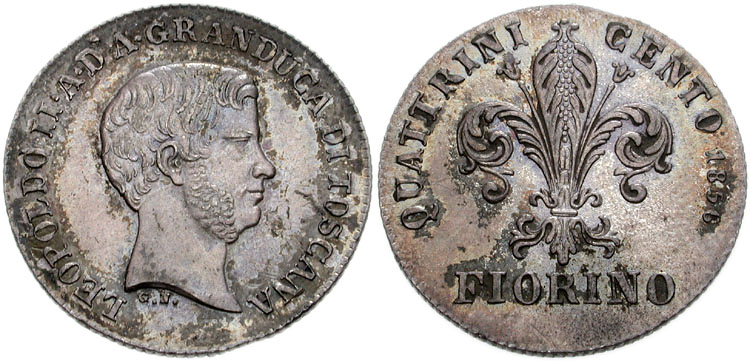
فلورين توسكاني ، 1856.

خلال الحروب النابليونية، ضُمت توسكانا إلى فرنسا وتقديم الفرنك الفرنسي، إلى جانب الليرة الإيطالية التابعة له. ولم تختفِ الليرة السابقة، مما خلق ارتباكاً كبيراً بين الليرة التوسكانية القديمة والليرة الإيطالية الجديدة. لذلك، عندما تولى الدوق ليوبولد الثاني السلطة في عام 1824، قرر تقديم عملة أساسية جديدة. استبدلت الليرة التوسكانية بالفلورين التوسكاني ‏ بمعدل 12⁄3 ليرة = 1 فلورين توسكاني.
في عام 1847، استوعبت توسكانا لوكا وأصبح الفلورين التوسكاني يحل محل الليرة اللوكية بمعدل 1 فلورين توسكاني = 2 ليرة. بعد سك عملة ثورية قصيرة، استبدل الفلورين التوسكاني في عام 1859 بعملة مؤقتة مقومة بـ "الليرة الإيطالية"، تساوي الليرة السردينية، حيث أن 1 فلورين توسكاني = 1.4 ليرة إيطالية.

#### ليرة لومباردية فينيسية

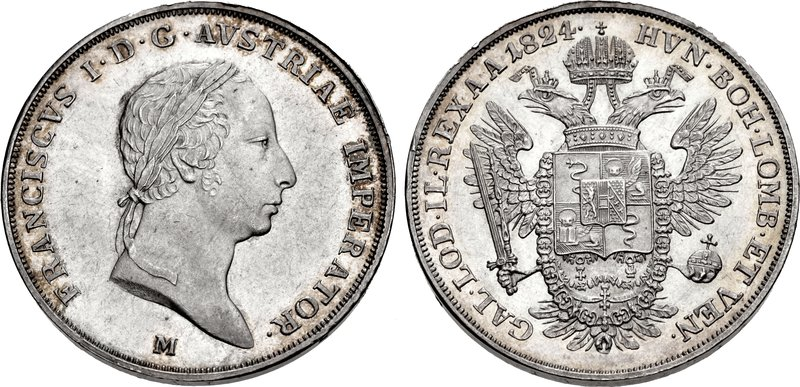
لومباردي-فينيتيا فلورين ، 1824

الليرة اللومباردية البندقية (أو الليرة؛ الجمع: ليرة) هي العملة المستخدمة في مملكة لومبارديا البندقية بين عامي 1822 و1861. كانت الليرة مصنوعة من 4.33 غرام من الفضة (بدرجة نقاء 9/10). كانت ستة ليرات تساوي السكودو الذي كان يعادل تالر الاتفاقيات النمساوية، وبالتالي لم تكن لها علاقة بالعملات السابقة الليرة البندقية والسكودو الميلاني ‏. قُسمت الليرة إلى 100 سنت. سكت العملات المعدنية في ميلانو والبندقية.
خلال ثورات عام 1848، أوقفت الحكومة اللومباردية المؤقتة إنتاج الليرة لفترة وجيزة، وسكّت بدلاً من ذلك عملة معدنية خاصة بقيمة 5 ليرات إيطالية. بعد الثورات واستعادة المعيار النقدي النمساوي، خفض وزن العملات النحاسية. ولأغراض سياسية، غُير الاسم الموجود على هذه العملات (الأكثر شعبية في التداول) من مملكة لومباردي-فينيسيا إلى الإمبراطورية النمساوية.

#### فلورين لومباردي-فينيسيا
فلورين لومباردي فينيشيا هو العملة المستخدمة في لومباردي فينيشيا (خُفض إلى عملة فينيشيا الوحيدة قبل ثلاث سنوات) بين عامي 1862 و1866. وحلت محل الليرة اللومباردية البندقية بمعدل 1 فلورين = 3 ليرات. والفلورين يعادل الفلورين النمساوي المجري. على الرغم من تقسيمها إلى 100 سولدي بدلاً من 100 كروتزر، كانت العملات النمساوية متداولة في البندقية.
كانت العملات المعدنية الوحيدة التي صدرت خصيصًا لمدينة البندقية هي العملات النحاسية1⁄2 و 1 قطعة سولدو. اختير اسم سولدو بسبب التكافؤ بين كروتزر وسولدو قبل العشرية، وكلاهما يستحقان 1⁄120 من تالر الاتفاقيات.
استبدل الفلورين بالليرة الإيطالية بمعدل 1 ليرة = 401⁄2 سولدي (1 فلورين = 2.469 ليرة). يتوافق هذا المعدل مع محتوى الفضة المقارن في عملات الليرة والفلورين.

#### الليرة البابوية
الليرة البابوية ‏ هي العملة المستخدمة في الولايات البابوية بين عامي 1866 و1870. قُسمت إلى 20 سولدي، كل منها يساوي 5 سنتيمي. في عام 1866 قرر البابا بيوس التاسع، الذي قُلص نطاقه الزمني إلى مقاطعة لاتيوم فقط، الانضمام إلى الاتحاد النقدي اللاتيني. قُدمت عملة جديدة، الليرة، بنفس قيمة الفرنك الفرنسي والليرة الإيطالية.

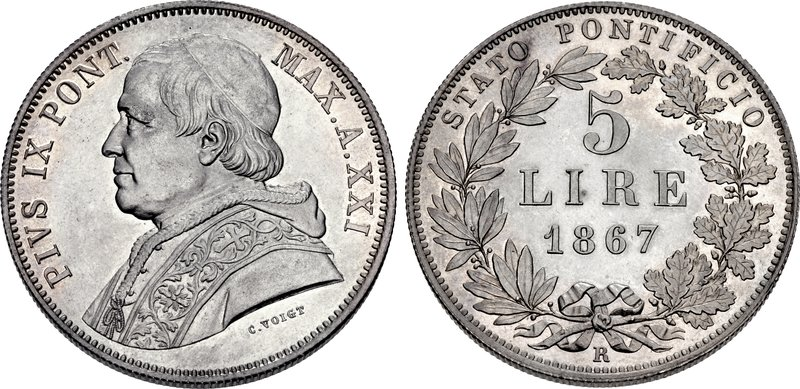
5 ليرة بابوية، 1867

حلت محل السكودو بمعدل 5.375 ليرة = 1 سكودو. قُسمت الليرة إلى 100 سنتيمي، وعلى عكس العملات الأخرى في الاتحاد، قُسمت إلى 20 سولدي. ومع ذلك، فإن جميع فئات السولد لديها ما يعادلها بالسنتات. ومع ذلك، بعد الانضمام إلى الاتحاد، خفض أمين صندوق البابا، جياكومو أنتونيلي ‏، قيمة نقاء العملات الفضية البابوية من 900/1000 إلى 835/1000. مع ضم الولايات البابوية إلى إيطاليا في عام 1870، استبدلت الليرة البابوية بالليرة الإيطالية على قدم المساواة.

#### الليرة الإيطالية (نابليونية)

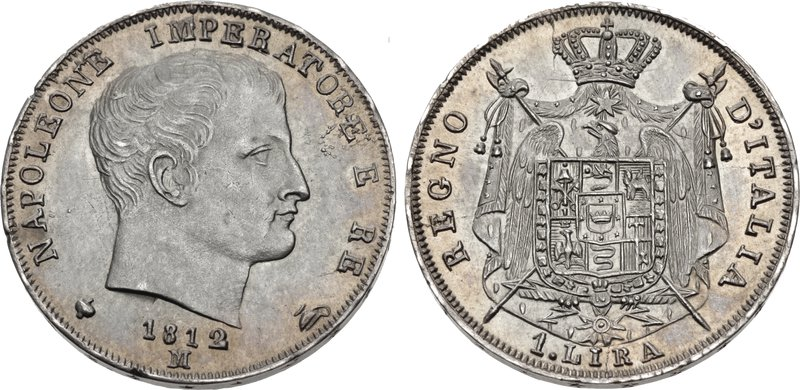
الفضة 1 ليرة تحمل صورة نابليون الأول ، 1812

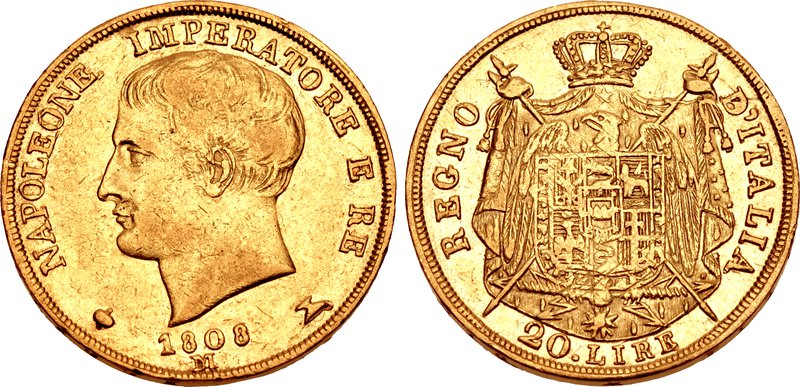
الذهب 20 ليرة تصور نابليون الأول ، 1808

قدمت مملكة إيطاليا النابليونية الليرة الإيطالية في عام 1807 على المساواة مع الفرنك الفرنسي، بقيمة 4.5 غرام من الفضة الخالصة أو 0.29032 غرام من الذهب الخالص (نسبة الذهب إلى الفضة 15.5). وعلى الرغم من سقوط المملكة في عام 1814، حلت الليرة الجديدة في نهاية المطاف محل عملات الولايات الإيطالية المختلفة حتى توحيدها في عام 1861، لتحل محل، من بين أمور أخرى:
- السكودو البييمونتي  [لغات أخرى]‏، السكودو السرديني  [لغات أخرى]‏ ، والليرة الجينوية  [لغات أخرى]‏ بعد عام 1800، بالليرة الإيطالية؛
- الليرة الميلانية  [لغات أخرى]‏، الليرة الفينيسية، الليرة اللومباردية الفينيسية، والليرة البارمانية  [لغات أخرى]‏ بعد عام 1814، بمعدل 270 ليرة ميلانية = 45 سكودي ميلانو = 405 ليرة فينيسية = 855 ليرة بارمانية = 207.23 ليرة إيطالية؛[75]
- فيورينو توسكاني والليرة التوسكانية  [لغات أخرى]‏ في عام 1859، حيث كان سعر 1 فرانسيسكوني = 4 فيوريني = 62⁄3 ليرة توسكانية = 5.6 ليرة إيطالية؛
- قروش نابولي وصقلية في عام 1861، حيث أن 1 قرش = 1.2 دوقية ملكية = 5.1 ليرة نابولي  [لغات أخرى]‏، والأخيرة تساوي الليرة الإيطالية؛ و
- سكودو روما والدولة البابوية في عام 1866، حيث أن 1 سكودو = 5.375 ليرة بابوية  [لغات أخرى]‏، والأخيرة تساوي الليرة الإيطالية.

أصدرت مملكة إيطاليا النابليونية عملات معدنية بين عامي 1807 و1813 في فئات 1 و3 سنتيمي و1 سولدو (5 سنتيمي) من النحاس، حوالي 10 سنتيمي من سبيكة فضة بنسبة 20%، 5 سنتيمي، 10 سنتيمي، و15 سنتيمي (أو حوالي 25 سنتيمي، 50 سنتيمي، و75 سنتيمي)، و1ليرة، 2 ليرة و 5 ليرة من 90% فضة. و20 ليرة و 40 ليرة من الذهب بنسبة 90%. جميعها باستثناء العملة التي تعود إلى عام 10 كانت تحمل صورة نابليون الأول ، مع الفئات التالية: ليرة تظهر أيضًا تاجًا مشعًا ‏ والفئات الأعلى، ودرعًا يمثل الأراضي المختلفة المكونة للمملكة.
بعد نهاية مملكة إيطاليا النابليونية عام 1814، بقيت الليرة موجودة فقط في دوقية بارما ومملكة بييمونتي-سردينيا. قُدمت ليرة بارما من قبل الدوقة ماري لويز، دوقة بارما، التي أصدرت عملات معدنية من فئات 1، 3، 5، 25، 50 سنتًا و1، 2، 5، 20 و40 ليرة، بينما سكن أيضًا العملات الذهبية من فئات 10، 50، 80 و100 ليرة من ليرة بيدمونت-سردينيا التي قدمها فيكتور إيمانويل الأول من سافوي.

#### الفترة المعاصرة
نظرًا لأن إيطاليا كانت مقسمة لعدة قرون إلى العديد من الدول التاريخية، كان لدى كل منها أنظمة نقدية مختلفة، ولكن عندما توحدت البلاد في عام 1861، دخلت الليرة الإيطالية حيز التنفيذ، واستخدمت حتى عام 2002. في عام 1999، أصبح اليورو هو وحدة الحساب في إيطاليا، وأصبحت الليرة وحدة فرعية وطنية لليورو بمعدل 1 اليورو = 1,936.27 ليرة، قبل أن تُستبدل بالنقد في عام 2002.

#### الليرة الإيطالية

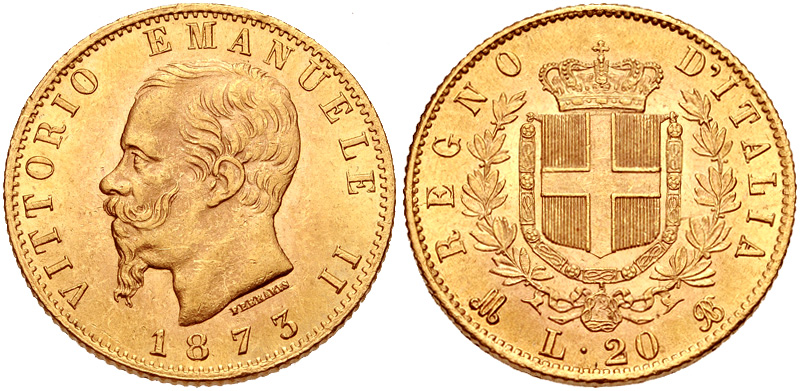
الذهب 20 عملة ليرة ، 1873.

الليرة الإيطالية (الجمع: ليرة) كانت العملة الإيطالية بين عامي 1861 و2002. قُدم من قِبل مملكة إيطاليا النابليونية في عام 1807 على المساواة مع الفرنك الفرنسي، وأُعتمد لاحقًا من قِبل الدول المختلفة التي شكلت في النهاية مملكة إيطاليا في عام 1861. قُسمت إلى 100 سنتيسيمي (مفردها: سنتيسيمو)، والتي تعني "المئات" أو "السنتات". كانت الليرة أيضًا عملة المملكة الألبانية من عام 1941 إلى عام 1943.
يعود أصل المصطلح إلى الميزان، أكبر وحدة في النظام النقدي الكارولنجي المستخدم في أوروبا الغربية وأماكن أخرى من القرن الثامن إلى القرن العشرين. النظام الكارولنجي هو أصل العملة الفرنسية livre tournois (سلف الفرنك)، والليرة الإيطالية، ووحدة الجنيه الإسترليني والعملات ذات الصلة.

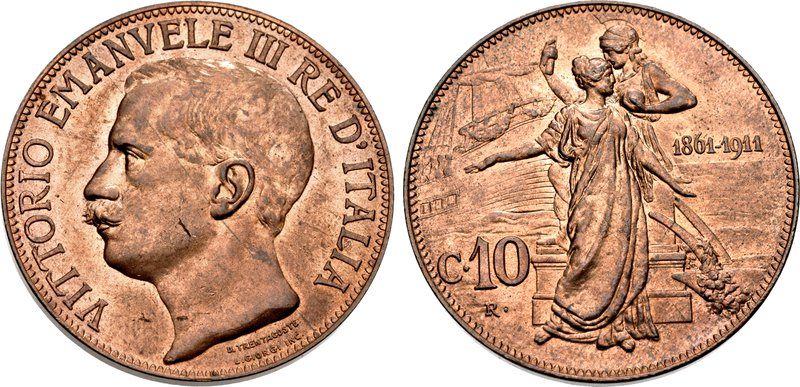
10 عملة معدنية بقيمة سنت واحد، عام 1911، تحمل صور تجسيد إيطاليا وروما مع سفينة في الخلفية مصورة على الوجه الآخر

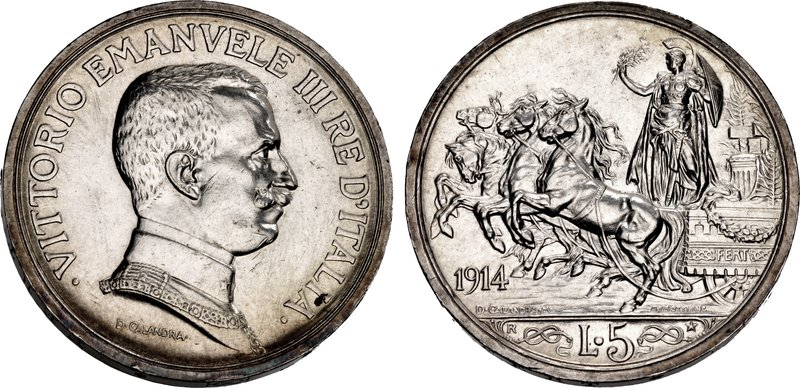
الفضة 5 عملة ليرة ، 1914، مع تجسيد إيطاليا واقفة على رباعية الدفع مصورة على الوجه الخلفي

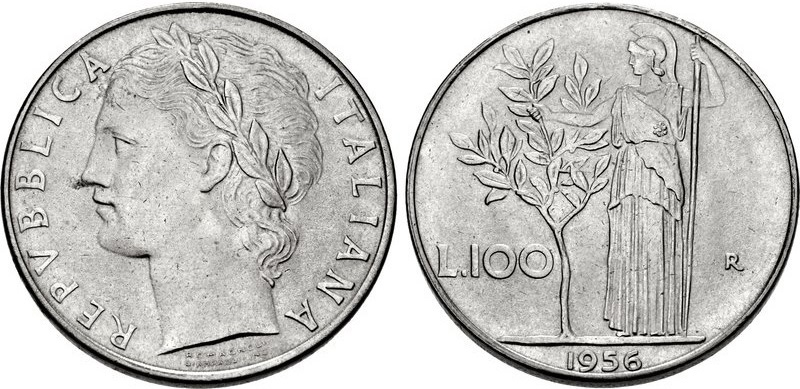
100 عملة ليرة، 1956، عليها صورة الإلهة مينيرفا وهي تحمل شجرة زيتون ورمحًا طويلًا على الوجه الآخر

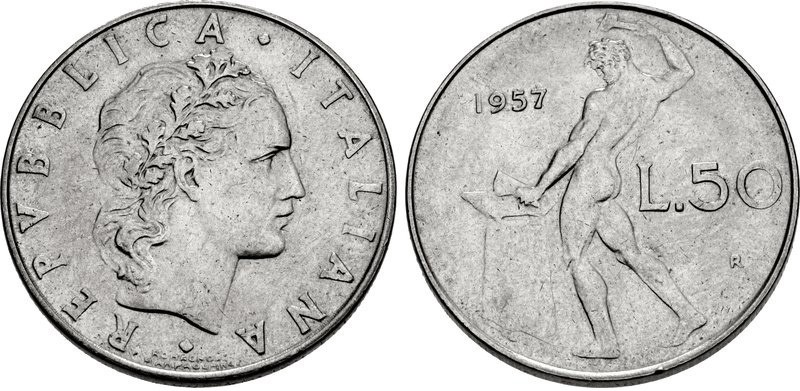
50 عملة ليرة، 1957، عليها صورة الإله فولكان وهو يضرب الحديد على سندان، على الوجه الآخر

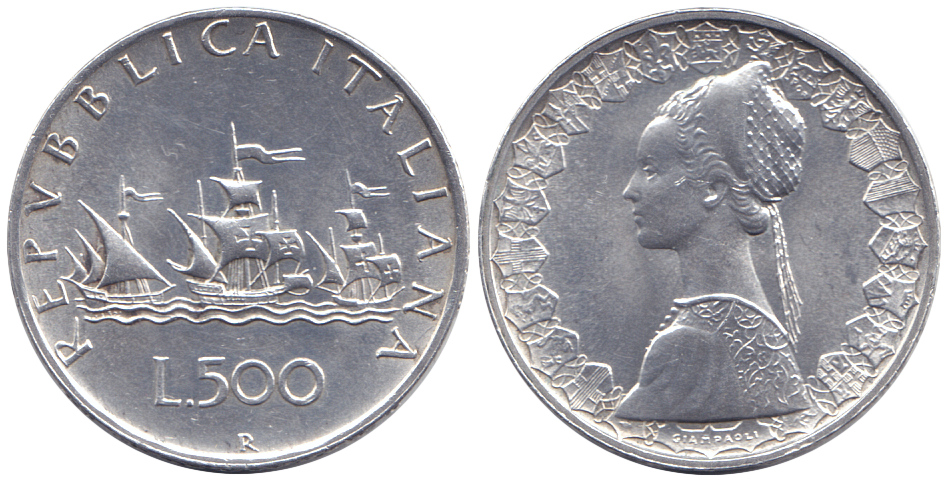
سيلفر 500 عملة ليرة تحمل صورة سفن كريستوفر كولومبوس ، 1960

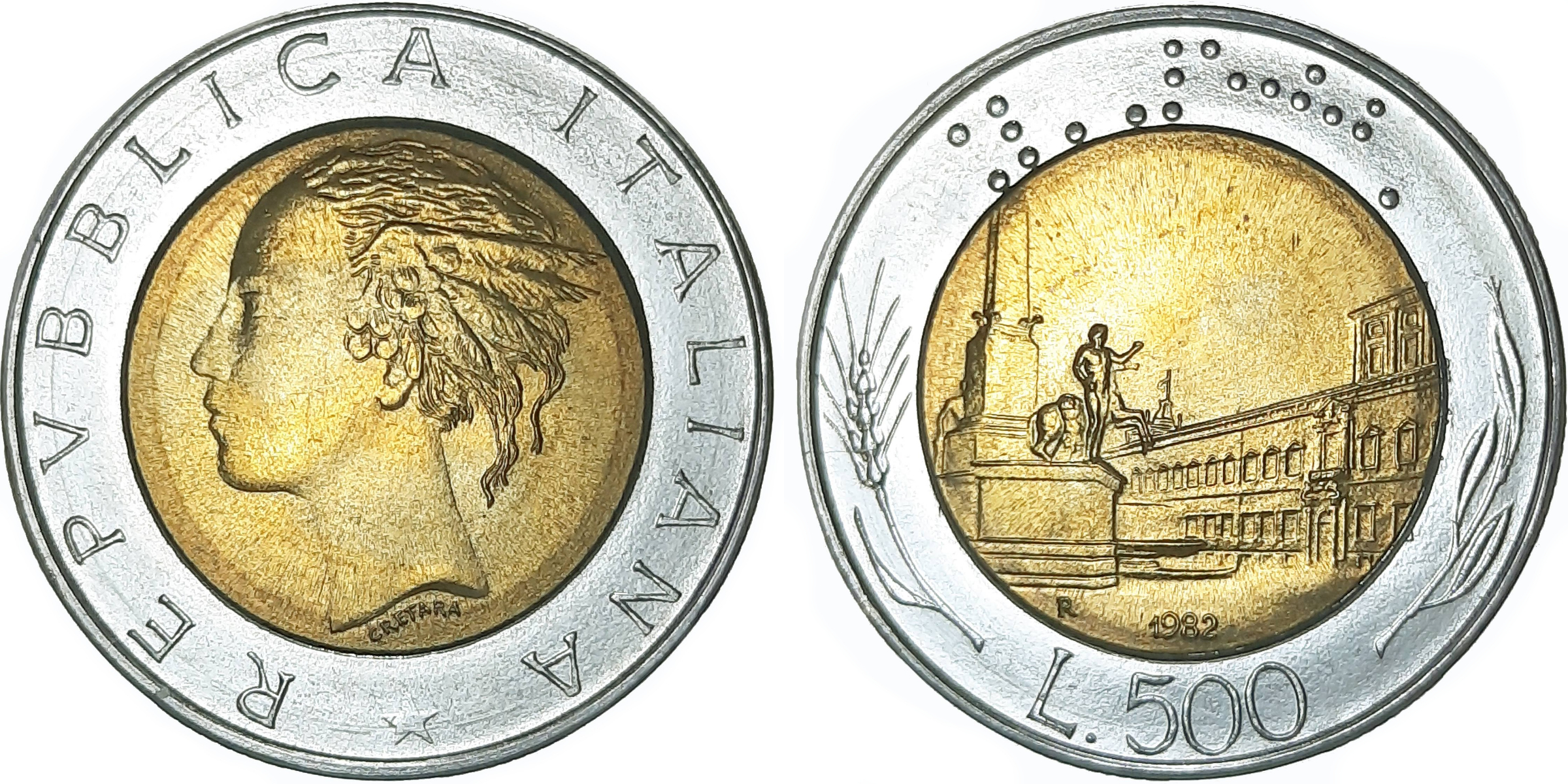
500 عملة ليرة، 1982

لم تكن هناك علامة قياسية أو اختصار لليرة الإيطالية. الاختصارات حرفيًا. (تمثل الليرة الإيطالية) و L. (تمثل الليرة) والعلامات
₤ أو £ كانت جميعها تمثيلات مقبولة للعملة. البنوك والمؤسسات المالية، بما في ذلك بنك إيطاليا، غالبًا ما تستخدم حرفيًا. يعتبر هذا دوليًا اختصارًا لليرة الإيطالية. غالبًا ما تستخدم المستندات المكتوبة بخط اليد واللافتات في أكشاك السوق "£" أو "₤"، بينما تستخدم العملات المعدنية "L". تستخدم طوابع البريد الإيطالية في الغالب كلمة lire بالكامل، لكن بعضها (مثل سلسلة الآثار لعام 1975) استخدم الحرف "L". يمكن أيضًا كتابة اسم العملة بالكامل كبادئة أو لاحقة (مثل Lire). 100,000 أو 100,000 ليرة). كان رمز العملة ISO 4217 لليرة هو ITL.
سلطت الوحدة الإيطالية الضوء على ارتباك النظام النقدي الإيطالي قبل الوحدة والذي يعتمد في الغالب على نظام أحادي المعدن الفضي وبالتالي كان على النقيض من نظام أحادي المعدن الذهبي المعمول به في مملكة سردينيا وفي الدول الأوروبية الكبرى.  وللتوفيق بين الأنظمة النقدية المختلفة، تقرر اختيار نظام المعدنين، مستوحى من نموذج الفرنك الفرنسي، الذي أخذت منه أبعاد العملات وسعر الصرف من 1 إلى 15.50 بين الذهب والفضة. ومع ذلك، اختلف النظام النقدي الإيطالي عن النظام الفرنسي في جانبين: كان من الممكن تبادل العملات الفضية بكميات غير محدودة مع الدولة، ولكن بكميات محدودة بين الأفراد، وتقرر سك العملات التي تحتوي اسميًا على 900 ‰ من الفضة النقية، ولكنها في الواقع تحتوي على 835 ‰ حتى تقترب من سعر الصرف الحقيقي بين الذهب والفضة الذي كان تقريبًا 1 إلى 14.38. بعد أربعة أشهر بالضبط من إعلان مملكة إيطاليا ‏، قدمت الحكومة العملة الوطنية الجديدة، الليرة الإيطالية. حُدد العطاء القانوني للعملة الجديدة بموجب المرسوم الملكي الصادر في 17 يوليو 1861 والذي نص على تبادل العملات المعدنية قبل التوحيد إلى ليرة وحقيقة أن العملات المحلية استمرت في كونها العطاء القانوني في مقاطعاتها الأصلية.
في 24 أغسطس 1862 صدر المرسوم الذي نص على إلغاء تداول جميع العملات المعدنية الأخرى المتداولة في الولايات المختلفة قبل التوحيد بحلول نهاية العام. كانت الليرة الإيطالية استمرارًا مباشرًا لليرة السردينية. من بين العملات الأخرى التي استبدلت بالليرة الإيطالية ليرة لومباردي البندقية، ليرة صقلية، ليرة توسكانا فيورينو، سكودو الدولة البابوية ، وليرة بارمان ‏. في عام 1865، أصبحت إيطاليا جزءًا من الاتحاد النقدي اللاتيني حيث حُددت الليرة على أنها تساوي، من بين أمور أخرى، الفرنك الفرنسي، البلجيكي، والسويسري: في الواقع، حتى تقديم اليورو في عام 2002، كان الأشخاص الذين يتحدثون اللهجات الغالو الإيطالية في شمال غرب إيطاليا يطلقون عادةً على "الفرنك" الليرة.
في عام 1866، ونتيجة لنمو الإنفاق العام، والذي يرجع جزئيا إلى تكاليف حرب الاستقلال الإيطالية الثالثة، أُنشأ نظام العملة الورقية غير القابلة للتحويل، والذي استمر حتى عام 1881 (اعتبارا من عام 1883). ومع ذلك، ففي نهاية عام 1887، كان لا بد من تعليق قابلية الأوراق النقدية للتحويل بشكل فعال، حتى من دون الإعلان عن ذلك بشكل علني. في عام 1893، صُفي بنك رومانا ‏، بسبب فضيحة خطيرة، وأُنشأ بنك إيطاليا، مع غطاء ذهبي بنسبة 40٪ على الأقل من الليرة المتداولة.
كان الملك فيكتور إيمانويل الثالث، الذي خلف والده أومبرتو الأول على عرش إيطاليا في عام 1900، عالمًا في علم العملات وجامعًا عظيمًا للعملات المعدنية؛ نشر كتاب Corpus Nummorum Italicorum (1909-1943)، وهو عمل في 20 مجلدًا يصف العملات الإيطالية ويصنفها. خلال فترة حكمه، سكت عملة معدنية متداولة غنية ومتنوعة. عند تنازله عن العرش، تبرع بمجموعته من العملات المعدنية للدولة الإيطالية: عُرض جزء من هذه المجموعة في المتحف الوطني الروماني في قصر ماسيمو ‏ في روما.
أدت الحرب العالمية الأولى إلى كسر الاتحاد النقدي اللاتيني مما أدى إلى ارتفاع الأسعار عدة مرات في إيطاليا. كبح جماح التضخم إلى حد ما في عهد موسوليني، الذي أعلن في 18 أغسطس 1926 أن سعر الصرف بين الليرة والجنيه الإسترليني سيكون 1 جنيه إسترليني = 90 ليرة - ما يسمى بحصة 90 ‏، على الرغم من أن سعر الصرف الحر كان أقرب إلى 140-150 ليرة لكل جنيه. في عام 1927، ربطت الليرة بالدولار الأمريكي بمعدل 1 دولار = 19 ليرة. استمر هذا السعر حتى عام 1934، مع تحديد سعر "سياحي" منفصل بقيمة 1 دولار أمريكي = 24.89 ليرة في عام 1936. في عام 1939، كان السعر "الرسمي" 19.8 ليرة. بعد غزو الحلفاء لإيطاليا خلال الحرب العالمية الثانية، حُدد سعر الصرف عند 1 دولار أمريكي = 120 ليرة (1 جنيه إسترليني = 480 ليرة) في يونيو 1943، وخُفض إلى 100 ليرة في الشهر التالي. في المناطق التي احتلتها ألمانيا، حُدد سعر الصرف عند 1 رايخ مارك = 10 ليرات.
بعد الحرب العالمية الثانية، أصدرت دار سك العملة الرومانية أول عملات معدنية من فئة 1، 2، 5، و10 ليرة (6 سبتمبر 1946). أُسست رسميًا في 21 ديسمبر من نفس العام واستخدمت حتى عام 1953-1954. انضمت إيطاليا إلى صندوق النقد الدولي في 27 مارس 1947.  وتذبذبت قيمة الليرة قبل أن تحدد إيطاليا سعر صرف الدولار الأميركي عند 575 ليرة ضمن نظام بريتون وودز في نوفمبر/تشرين الثاني 1947. بعد تخفيض قيمة الجنيه الإسترليني، خفضت إيطاليا قيمة عملتها إلى 1 دولار أمريكي = 625 ليرة في 21 سبتمبر 1949. وظل هذا المعدل قائما حتى نهاية نظام بريتون وودز في أوائل سبعينيات القرن العشرين.
في ديسمبر 1973 قررت بعض الدول الرئيسية في منظمة أوبك زيادة أسعار النفط الخام بشكل حاد، مما أدى إلى اندلاع أزمة نفطية أثرت بشدة على الاقتصاد الإيطالي. أدى ارتفاع أسعار النفط إلى زيادة مفاجئة في تكلفة النقود، مما أدى في ربيع عام 1974 إلى رفع سعر الخصم لدى بنك إيطاليا إلى 9%؛ وعلاوة على ذلك، لمكافحة الأزمة، صدرت الكثير من الديون الحكومية، مما أدى في عام 1975 إلى تعريض الليرة لظواهر مضاربة مكثفة. أدى ارتفاع الديون الناجم عن أزمة النفط إلى انخفاض كبير في قيمة العملة مقارنة بالعملات الأوروبية الأخرى، ومن أجل تعافيها رفع بنك إيطاليا سعر الخصم إلى 15% في خريف عام 1976.
كانت الليرة هي الوحدة الرسمية للعملة في إيطاليا حتى 1 يناير 1999، عندما استبدلت باليورو (لم تُقدم العملات المعدنية والأوراق النقدية لليورو حتى عام 2002). توقفت العملة القديمة المقومة بالليرة عن أن تكون عملة قانونية في 28 فبراير 2002. سعر التحويل هو 1,936.27 ليرة مقابل اليورو. كانت جميع الأوراق النقدية بالليرة المستخدمة قبل تقديم اليورو مباشرة، وكذلك جميع العملات المعدنية بعد الحرب العالمية الثانية، قابلة للاستبدال باليورو في جميع فروع بنك إيطاليا حتى 29 فبراير 2012.

#### عملات اليورو الإيطالية

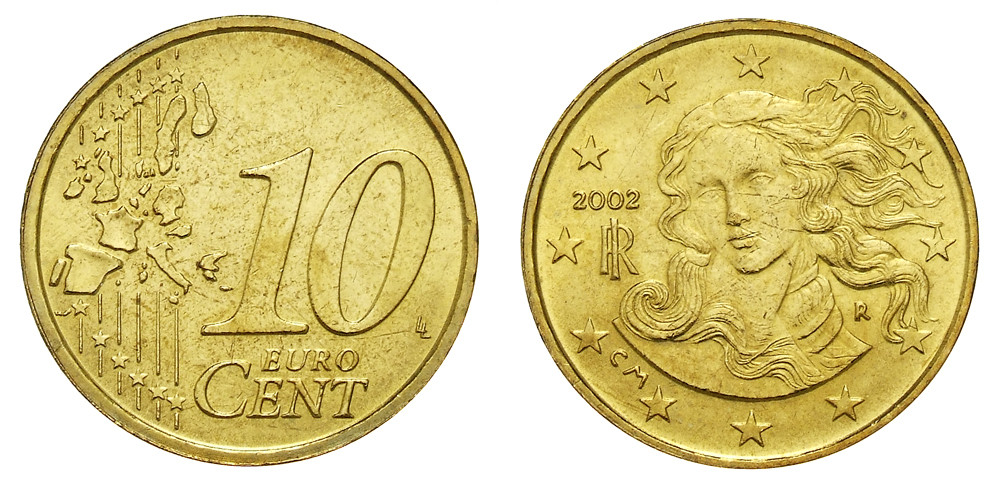
عملة إيطالية بقيمة 10 سنتات يورو ، تحمل صورة ميلاد فينوس لساندرو بوتيتشيلي على الوجه الآخر

بدأ تداول اليورو رسميًا في إيطاليا في الأول من يناير 2002 (على الرغم من تعليق إصدار عملات الليرة الإيطالية في عام 1999). تتميز عملات اليورو الإيطالية بتصميم فريد لكل فئة، على الرغم من وجود العديد من موضوعات الأعمال التي أبدعها أحد أشهر الفنانين والرسامين الإيطاليين. على وجه الخصوص، يظهر على ظهر العملات المعدنية الإيطالية من فئة اليورو ما يلي:
- عملة 1 يورو سنت: قلعة ديل مونتي، قلعة من القرن الثالث عشر في أندريا
- عملة 2 سنت يورو: مولي أنطونيليانا، برج يرمز إلى مدينة تورينو
- عملة 5 سنت يورو: الكولوسيوم، المدرج الروماني الشهير
- عملة 10 سنت يورو: ميلاد فينوس لساندرو بوتيتشيلي
- عملة 20 سنت يورو: منحوتة مستقبلية بعنوان "أشكال فريدة للاستمرارية في الفضاء"  [لغات أخرى]‏ من تصميم أومبرتو بوتشيوني
- عملة 50 سنت يورو: تمثال الفروسية لماركوس أوريليوس  [لغات أخرى]‏
- عملة 1 يورو: رجل فيتروفي، رسم ليوناردو دافنشي
- عملة 2 يورو: دانتي أليغييري، شاعر، كاتب، وفيلسوف إيطالي، يُعتبر أبا اللغة الإيطالية

صُممت كل عملة من قِبل مصمم مختلف، من عملة 1 سنت إلى عملة 2 يورو، وهم: أوجينيو دريوتي، لوسيانا دي سيموني، إيتوري لورنزو فرابيتشيني، كلوديا موموني، ماريا أنجيلا كاسول، روبرتو ماوري، لورا كريتارا، وماريا كارميلا كولانيري. تتميز جميع التصميمات بنجوم الاتحاد الأوروبي الاثني عشر، سنة الطباعة، والحروف المتداخلة "RI" لجمهورية إيطاليا والحرف R لروما. لا توجد عملات يورو إيطالية يعود تاريخها إلى ما قبل عام 2002، على الرغم من أنه من المؤكد سكت في وقت سابق، حيث وزعت على الجمهور لأول مرة في ديسمبر 2001.

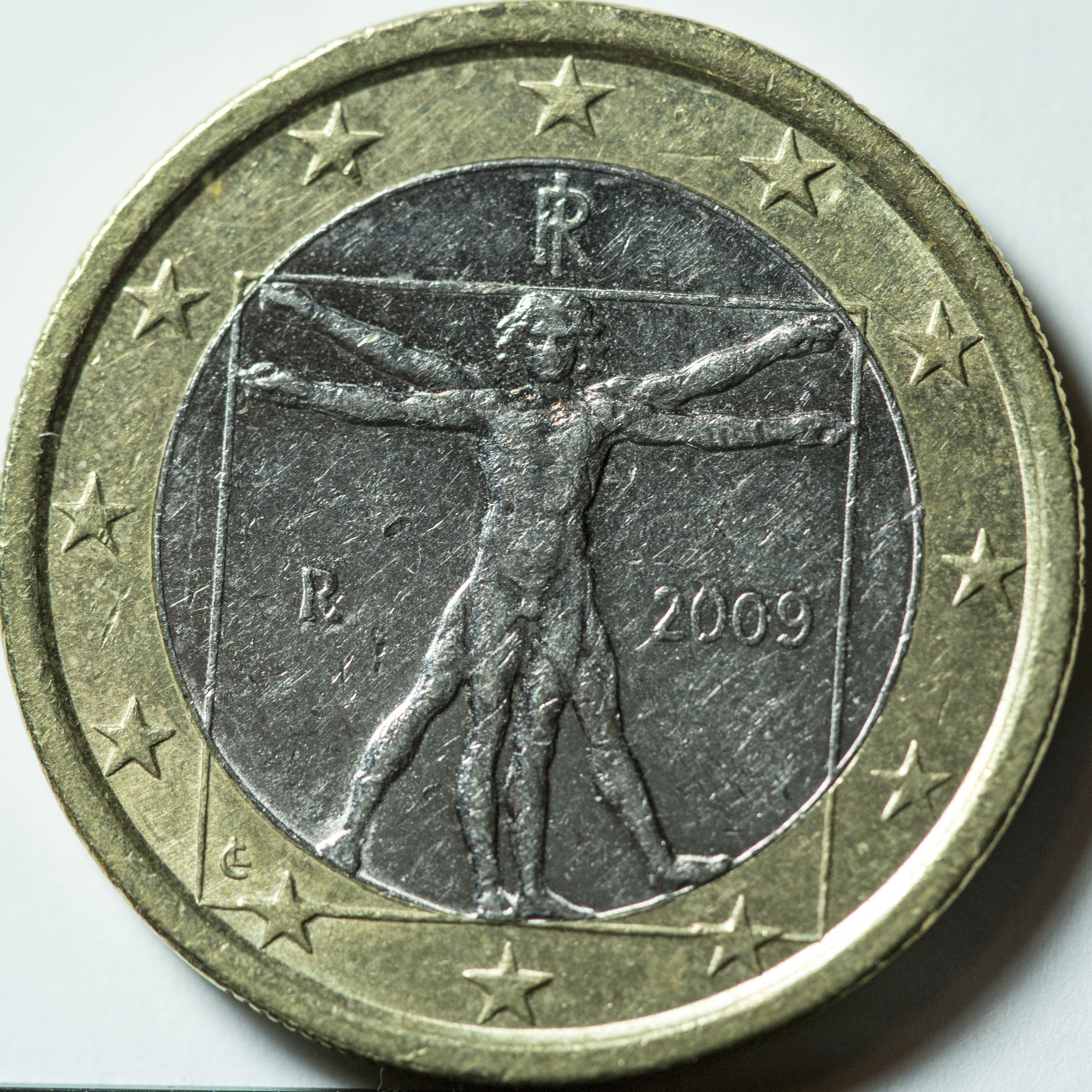
ظهر العملة الإيطالية من فئة 1 يورو ، مع صورة رجل فيتروفيان لليوناردو دا فينشي

تُرك اختيار تصميم العملات المعدنية للجمهور الإيطالي من خلال بث تلفزيوني حيث قُدمت تصميمات بديلة، مما يسمح للناس بالتصويت عن طريق الاتصال برقم هاتف معين. ومع ذلك، كانت عملة اليورو الواحدة مفقودة في هذه الانتخابات، لأن كارلو أزيليو شيامبي، وزير الاقتصاد آنذاك، قرر بالفعل أن العملة ستحمل صورة رجل فيتروفيان ليوناردو دافنشي. يعتبر عمل ليوناردو رمزيًا للغاية لأنه يمثل تركيز عصر النهضة على الإنسان كمقياس لكل الأشياء، كما أنه يتمتع في نفس الوقت بشكل دائري يناسب العملة المعدنية تمامًا. وكما لاحظ شيامبي، فإن هذا يمثل "العملة في خدمة الإنسان"، بدلاً من الإنسان في خدمة المال.
كما هو الحال في فنلندا وهولندا، عُلق سك العملات المعدنية بقيمة 1 و2 سنت في إيطاليا اعتبارًا من 1 يناير 2018. ومع ذلك، فإن العملات المعدنية المتداولة لها قيمة قانونية. تجاوزت تكلفة إنتاج عملة اليورو بقيمة سنت واحد قيمتها الاسمية، مما أدى إلى فرض ضريبة إصدار سلبية. بلغ هذا المبلغ في الواقع 4,5 سنتًا. حتى في إنتاج العملة المعدنية بقيمة سنتين، انفق مبلغ أكبر من قيمتها: 5.2 سنتًا.
في عام 1999، ونتيجة لخطأ فني، سك 1,179,335 قطعة نقدية من فئة 20 سنتًا بإصدار عام 1999، بدلاً من إصدار عام 2002 الذي نص عليه المرسوم الصادر. اكتشف خطأ سك العملة بعد ذلك بوقت قصير، وأمر مدير دار سك العملة الإيطالية آنذاك بتشويه المجموعة بأكملها على الفور؛ ومع ذلك، تمكن أشخاص مجهولون من سرقة عدد غير محدد من العملات المعدنية ووضعها في التداول، والتي كانت عرضة للمصادرة من قِبل الحرس المالي ‏ لأنها كانت ملكية حصرية للدولة. في عام 2002، سك دار سك العملة الإيطالية عن طريق الخطأ الوجه الخلفي لعملة معدنية بقيمة 1 سنت مع صورة مولي أنطونيليانا (التي ظهرت بشكل صحيح على العملات المعدنية بقيمة 2 سنت)، بدلاً من نصب كاستل ديل مونتي في بوليا. قدر علماء العملات قيمة كل من هذه العملات بأكثر من 2500 يورو.

#### انظر ايضًا
- سك العملات في جمهورية سيينا  [لغات أخرى]‏
- سك النقود في جمهورية البندقية  [لغات أخرى]‏
- عملات الليرة الإيطالية  [لغات أخرى]‏
- التاريخ الاقتصادي لإيطاليا
- عملات إتروسكانية
- العملات اليونانية في إيطاليا وصقلية
- عملات اليورو الإيطالية
- العملة الرومانية

== المراجع
1. 1 2 3  "IL FIORINO DI FIRENZE, STORIA DEL "DOLLARO DEL MEDIOEVO"" (بالإيطالية). 19 Jan 2017. Archived from the original on 2025-05-19. Retrieved 2023-10-04.
2. 1 2 3  Nicolò Papadopoli Aldobrandini (2009). Le monete di Venezia descritte ed illustrate da Nicolò Papadopoli Aldobrandini (بالإيطالية). "Progetto Gutenberg Piero Vianelli. p. 136.
3. 1 2  "IL VALORE DELLE MONETE ROMANE" (بالإيطالية). Archived from the original on 2024-05-10. Retrieved 2023-10-04.
4. 1 2  "Italian coins". ilmarengo.com. مؤرشف من الأصل في 2017-08-08. اطلع عليه بتاريخ 2018-04-14.
5. 1 2  The last country to abandon the Carolingian system was نيجيريا in 1973, when the pound was replaced by the naira.
6. ↑  "Taranto" (بالإيطالية). Archived from the original on 2025-03-13. Retrieved 2023-10-04.
7. ↑  "L'aes grave di Volterra" (بالإيطالية). 13 Oct 2013. Archived from the original on 2025-04-24. Retrieved 2023-10-04.
8. ↑  Alberto Campana, La monetazione degli insorti italici durante la Guerra sociale (91-87 a.C.), Apparuti Edizioni, 1987, p. 37.
9. ↑  "Blanchard and Company, Inc. – The Twelve Caesars". مؤرشف من الأصل في 2017-02-14. اطلع عليه بتاريخ 2017-02-08.
10. ↑  Jean Lafaurie and Cécile Morrisson, 'La pénétration des monnaies byzantines en Gaule mérovingienne et visigotique du VIe au VIIIe siècle', Revue numismatique, 6th series, vol. 29, 1987, p. 40.
11. ↑  "Moneta, Giunone e Memoria" (بالإيطالية). 10 Jan 2012. Archived from the original on 2023-10-12. Retrieved 2023-10-04.
12. ↑  Buying Power of Roman Coins نسخة محفوظة 10 February 2013 على موقع واي باك مشين.
13. ↑  Vincenzo Dessì, "I tremissi longobardi a proposito di un piccolo ripostiglio di monete d'oro di Liutprando, rinvenuto presso il villaggio di Ossi (Sassari)", "RIN 21 (1908), pagg. 295–311". Milano. 1888. اطلع عليه بتاريخ 2009-09-11. Ristampato in Gli scritti di numismatica (Sassari 1970), pagg. 225–244.
14. ↑  Fritz Jecklin, "Der langobardisch-karolingische Münzfund bei Ilanz", MBNG (Mitteilungen der Bayerischen Numismatischen Gesellschaft) 25 (1906–07) pagg. 28–79.
15. ↑  Ernesto Bernareggi, "I tremissi longobardi e carolingi del ripostiglio di Ilanz nei Grigioni", Quaderni ticinesi di numismatica..., 6 (1977) pagg. 341–364.
16. ↑  See the Ricordanze di S. Maria di Cafaggio, which mentions florins being used in the year MCCL (1250).
17. ↑  Bernocchi، Mario (1976). Le monete della repubblica fiorentina. Leo S. Olschki Editore. ج. III. ص. 66.
18. ↑  Bazzicchi، Oreste (2011). Il paradosso francescano tra povertà e società di mercato. Effatà Editrice. ص. 98. ISBN:978-88-7402-665-4. مؤرشف من الأصل في 2025-02-14.
19. 1 2  Hollingsworth, Mary (2017). "A Note to the Reader". The Medici (بالإنجليزية). Head of Zeus. ISBN:978-1-78669-151-4. Archived from the original on 2023-10-12.
20. ↑  Horner، Susan؛ Horner، Joanna B. (1884). Walks in Florence and Its Environs. Smith. ج. 2. ص. 125.
21. ↑  Engel, Pál, 1938-2001. (2001). The realm of St. Stephen : a history of medieval Hungary, 895–1526. London: I.B. Tauris. ISBN:1-4175-4080-X. OCLC:56676014.{{استشهاد بكتاب}}:  صيانة الاستشهاد: أسماء عددية: قائمة المؤلفين (link) صيانة الاستشهاد: أسماء متعددة: قائمة المؤلفين (link)
22. 1 2  فيكتور إيمانويل الثالث (1915). Corpus Nummorum Italicorum (PDF) (بالإيطالية). Tipografia dell'Accademia Nazionale dei Lincei. Vol. 7. p. 46. Archived from the original (PDF) on 2023-11-08. Retrieved 2020-11-23..
23. ↑  Alvise Zorzi (2012). Il denaro di Venezia – Mercati e monete della Serenissima (بالإيطالية). Biblios Edizioni. p. 268. ISBN:978-88-6448-039-8.
24. ↑  Alan M. Stahl, Zecca the mint of Venice in the Middle Ages, page 17
25. ↑  Thomas F. Madden, Enrico Dandolo and The Rise of Venice, page 110
26. ↑  Philip Grierson, The Coins of Medieval Europe, page 107.
27. ↑  Shaw، William Arthur (1896). "The History of Currency, 1252 to 1894". مؤرشف من الأصل في 2023-12-09.
28. ↑  Desimoni, Cornelio. Tavole Descrittive Delle Monete Della Zecca Di Genova Dal 1139–1814 (بالإيطالية). Nabu Press.
29. ↑  M. Cipolla، Carlo. Economic History of World Population. Trophy Pr; 7 edition.
30. ↑  Serra, Girolamo. Discorso sulle monete di Genova recitato dal Signor Girolamo Serra rettore dell'Università all'Accademia delle scienze, lettere ed arti, nell'adunanza del dì 15 luglio 1810 (بالإيطالية). Archived from the original on 2023-10-06.
31. 1 2 3   هذه المقالة تحوي نصا ذو ملكية عامة: هبرمان، تشارلز (المحرر). "Papal Mint" . الموسوعة الكاثوليكية. شركة روبرت أبلتون. {{استشهاد بموسوعة}}: الوسيط |ref=harv غير صالح (مساعدة) وتجاهل المحلل الوسيط |ألسنة= لأنه غير معروف (مساعدة)
32. 1 2 3 4 5 6 7  Edoardo Martinori (1915). La moneta: vocabolario generale (بالإيطالية). Istituto italiano di numismatica. Archived from the original on 2023-11-10. Retrieved 2023-03-20.
33. ↑  "Paolo". Paolo - Enciclopedia. Treccani (بالإيطالية). Archived from the original on 2024-12-06. Retrieved 2025-07-06.
34. ↑  "Baiocco Coin and ½ Half Baiocco | History and Value | Moneterare.net". Monete Rare (بالإنجليزية البريطانية). Archived from the original on 2021-12-19. Retrieved 2020-10-01.
35. ↑  Arthur Sambon (1891). "I "Cavalli" di Ferdinando I d'Aragona, re di Napoli". Rivista italiana di numismatica (بالإيطالية). IV: 327.
36. ↑  Marco Dubbini e Giancarlo Mancinelli Storia delle monete di Ancona, edizioni Il lavoro editoriale, Ancona 2009, (ردمك 978-88-7663-451-2)
37. ↑  Voce sull'agontano nell'Enciclopedia Treccani نسخة محفوظة 2025-02-21 على موقع واي باك مشين.
38. ↑  Voce Agontano sull'enciclopedia Sapere.it نسخة محفوظة 2025-01-26 على موقع واي باك مشين.
39. ↑  Massimo Sozzi, L'Agontano di Massa di Maremma, in "L'Agontano. Una moneta d'argento per l'Italia medievale", edited by Lucia Travaini, Atti del Convegno di Trevi, 11–12 ottobre 2001, Perugia, Centro Stampa della Regione Umbria, 2003, pp. 111–140.
40. ↑  David Murray Fox؛ Wolfgang Ernst (2016). Money in the Western Legal Tradition: Middle Ages to Bretton Woods. Oxford University Press. ص. 257. ISBN:978-0-19-870474-4. مؤرشف من الأصل في 2024-09-08.
41. ↑  Soldo. merriam-webster.com
42. ↑  Christopher Kleinhenz (2 أغسطس 2004). Medieval Italy: An Encyclopedia. Routledge. ص. 267. ISBN:978-1-135-94880-1. مؤرشف من الأصل في 2023-10-06.
43. ↑  European and Islamic trade in the early Ottoman state by Kate Fleet p.15
44. ↑  Catalogue of the Byzantine Coins by Dumbarton Oaks, Alfred Raymond Bellinger, Philip Grierson, Whittemore Collection (Fogg Art Museum) p.33 نسخة محفوظة 2023-10-12 على موقع واي باك مشين.
45. ↑  Philip Grierson؛ Lucia Travaini (1998). Medieval European Coinage: Volume 14, South Italy, Sicily, Sardinia. Cambridge University Press. ص. 220. ISBN:978-0521582315.
46. ↑  "Monete di Bologna" (بالإيطالية). Archived from the original on 2025-04-24. Retrieved 2023-10-06.
47. 1 2  Philip Grierson and Lucia Travaini, Medieval European Coinage, Volume 14: Italy (III): South Italy, Sicily, Sardinia (Cambridge: Cambridge University Press, 1998), pp. 257–258.
48. ↑  Grierson، Philip؛ Travaini، Lucia (1998). Medieval European Coinage. Volume 14: Italy III: South Italy, Sicily, Sardinia. دار نشر جامعة كامبريدج. ص. 455. ISBN:978-0-521-58231-5.
49. ↑  Abulafia، David (1992). Frederick II: A Medieval Emperor (ط. Oxford Paperbacks). دار نشر جامعة أكسفورد. ص. 222. ISBN:978-0-19-508040-7. The augustalis continued to be struck in the regno throughout the rest of the reign, and was even continued by later kings.
50. ↑  Grierson، Philip؛ Travaini، Lucia (1998). Medieval European Coinage. Volume 14: Italy III: South Italy, Sicily, Sardinia. دار نشر جامعة كامبريدج. ص. 187. ISBN:978-0-521-58231-5. Sambon and others have supposed that augustales in Frederick's name continued to be issued [by his successors] down to 1266, which is possible but unsupported by positive evidence.
51. 1 2 3  Grierson، Philip؛ Travaini، Lucia (1998). Medieval European Coinage. Volume 14: Italy III: South Italy, Sicily, Sardinia. دار نشر جامعة كامبريدج. ص. 172. ISBN:978-0-521-58231-5.
52. 1 2 3  Augustale على موسوعة بريتانيكا (2008). Retrieved 7 October 2008.
53. ↑  Pinchera، S (a cura di) (1957). Monete e zecche nello stato pontificio dalla restaurazione al 1870 [Coins and mints in the papal state from the restoration to 1870]. Archivio economico dell’unificazione italiana. Roma. ج. V, fasc. 3.{{استشهاد بكتاب}}:  صيانة الاستشهاد: مكان بدون ناشر (link) (cited in Rossi, Marinella (2013). La borsa di Roma dal 1847 al 1860 [The Rome Stock Exchange from 1847 to 1860] (PDF) (Thesis) (بالإيطالية). Tesionline. p. 1. Archived (PDF) from the original on 2007-09-27. Retrieved 2010-02-04. (first degree thesis))
54. ↑  "Cronologia" (بالإيطالية). Archived from the original on 2025-04-24. Retrieved 2023-10-06.
55. ↑  Krause, Chester L.؛ Clifford Mishler (1978). الفهرس القياسي لعملات العالم: 1979 Edition. Colin R. Bruce II (senior editor) (ط. 5th). Krause Publications. ISBN:0873410203.
56. ↑  Eleni Sakellariou, Southern Italy in the Late Middle Ages: Demographic, Institutional and Economic Change in the Kingdom of Naples, c.1440–c.1530 (Brill, 2012), p. 492.
57. ↑  Stephan R. Epstein, An Island for Itself: Economic Development and Social Change in Late Medieval Sicily (Cambridge University Press, 1992), p. xii.
58. ↑  Donald Matthew, The Norman Kingdom of Sicily (Cambridge University Press, 1992), p. xi.
59. 1 2  هنري يول (جغرافي). The Travels of Marco Polo: The Complete Yule-Cordier Edition. Third edition (1903), revised and updated by Henri Cordier. Plain Label Books. p. 1226-27. ((ردمك 1603036156)) نسخة محفوظة 2025-06-16 على موقع واي باك مشين.
60. ↑  Krause, Chester L.؛ Clifford Mishler (1991). الفهرس القياسي لعملات العالم: 1801–1991 (ط. 18th). Krause Publications. ISBN:0873411501.
61. ↑  Salvatore Celli. "numispedia". numispedia.it (بالإيطالية). Archived from the original on 2025-06-03. Retrieved 2021-04-20.
62. ↑  Browne، William Alfred (1872). The Merchants' Handbook (ط. Second). London: Edward Stanford. ص. 46–50. مؤرشف من الأصل في 2022-10-13.
63. ↑  Crabb، George (1823). Universal Technological Dictionary: Or, Familiar Explanations of the Terms Used in All Arts and Sciences. Baldwin, Cradock, and Joy. ج. 2. مؤرشف من الأصل في 2024-09-30. اطلع عليه بتاريخ 2021-01-15.
64. ↑  "VALORE CORRENTE DELLE MONETE DEL REGNO DELLE DUE SICILIE" (بالإيطالية). Archived from the original on 2023-10-07. Retrieved 2023-10-06.
65. ↑  A Handbook for Travellers in Southern Italy (1868) نسخة محفوظة 2023-10-05 على موقع واي باك مشين.
66. ↑  A Handbook for Travellers in Southern Italy (1868)
67. ↑  Lodovico Bianchini (1835). Della storia delle finanze del Regno di Napoli (بالإيطالية). Tipografia Flautina. Vol. 3. p. 862.قالب:No ISBN
68. ↑  "MONETE CIRCOLANTI LIRA SARDA E ITALIANA DA METÁ 1800 SINO AL 1900 E NOMI IN MAMOIADINO" (PDF) (بالإيطالية). Archived from the original (PDF) on 2024-10-03. Retrieved 2023-10-06.
69. ↑  il mercato borsistico romano (PDF) (Thesis) (بالإيطالية). Archived from the original (PDF) on 2024-10-06.
70. ↑  This fact was quite obvious, because the pound was equivalent to 240 denari or 60 quattrini, while the Tuscan florin was equivalent to 100 quattrini or 400 denari.
71. ↑  Gigante, Fabio (2017). Monete italiane dal '700 all'avvento dell'euro (بالإيطالية). Gigante. p. 279. ISBN:978-88-89805-18-3.
72. ↑  Rivista italiana di Numismatica (PDF) (بالإيطالية). Società Numismatica Italiana. Vol. 6. 1958. p. 87. Archived from the original (PDF) on 2023-10-07.
73. ↑  Montenegro, Eupremio (2008). Manuale del collezionista di monete italiane (بالإيطالية). Edizioni Montenegro. ISBN:978-88-88894-03-4.
74. ↑  Pinchera، S (a cura di) (1957). Monete e zecche nello stato pontificio dalla restaurazione al 1870 [Coins and mints in the papal state from the restoration to 1870]. Archivio economico dell’unificazione italiana. Roma. ج. V, fasc. 3.{{استشهاد بكتاب}}:  صيانة الاستشهاد: مكان بدون ناشر (link) (cited in Rossi, Marinella (2013). La borsa di Roma dal 1847 al 1860 [The Rome Stock Exchange from 1847 to 1860] (PDF) (Thesis) (بالإيطالية). Tesionline. p. 1. Archived from the original (PDF) on 2024-10-06. (first degree thesis))
75. ↑  Kelly، Patrick (1821). "Venice". The Universal Cambist, and Commercial Instructor: Being a Full and Accurate Treatise on the Exchanges, Monies, Weights and Measures of All Trading Nations and Their Colonies; with an Account of Their Banks, Public Funds, and Paper Currencies, Volume 1. London: Lackington Allen and Co. ص. 344. See also Milan p 254; Parma p 275
76. ↑  Gigante, Fabio (2017). Catalogo Gigante - Monete italiane dal '700 all'avvento dell'euro (بالإيطالية). Gigante. pp. 324–329. ISBN:978-88-89805-18-3.
77. ↑  Gigante, Fabio (2017). Catalogo Gigante - Monete italiane dal '700 all'avvento dell'euro (بالإيطالية). Gigante. pp. 52–79. ISBN:978-88-89805-18-3.
78. ↑  Guida d'Italia, Albania. Touring Editore. 1940. ص. 13–14. ISBN:9788836511488. مؤرشف من الأصل في 2023-11-08. اطلع عليه بتاريخ 2019-05-11.
79. ↑  "Banca d'Italia Annual Report for 1982 – page 187" (PDF). bancaditalia.it. 31 مايو 1983. مؤرشف من الأصل (PDF) في 2025-02-28. اطلع عليه بتاريخ 2022-06-20.
80. ↑  "A miniassegni issued by the Banca Popolare di Milano using "LIT." as the currency sign". 20 يونيو 2019. مؤرشف من الأصل في 2022-12-06. اطلع عليه بتاريخ 2022-06-20.
81. ↑  "A cheque issued by the Cassa Rurale ed Artigiana di Gaudiano di Lavello using a script version of "Lit."". 30 أغسطس 2015. مؤرشف من الأصل في 2022-12-06. اطلع عليه بتاريخ 2022-06-20.
82. ↑  "Italy". CIA World Factbook 1990 – page 178. 1 أبريل 1990. اطلع عليه بتاريخ 2022-06-21.
83. ↑  "1933 Registration Form of the Reale Automobile Club d'Italia prominently displaying "£50'000" in handwriting". مؤرشف من الأصل في 2022-12-06. اطلع عليه بتاريخ 2022-06-20.
84. ↑  "An old price display sign in use in Sicily marked with both the lira and euro signs". مؤرشف من الأصل في 2022-12-06. اطلع عليه بتاريخ 2022-06-20.
85. ↑  "Category:Coins of the Kingdom of Italy by year". مؤرشف من الأصل في 2024-12-24.
86. ↑  "Category:Coins of the Italian Republic by year". مؤرشف من الأصل في 2024-12-24.
87. ↑  Alfredo Taracchini (1999). Addio, cara Lira (بالإيطالية). Edizioni Pendragon. p. 79. ISBN:978-8883420146. Archived from the original on 2025-01-14.
88. ↑  Alfredo Taracchini (1999). Addio, cara Lira (بالإيطالية). Edizioni Pendragon. p. 80. ISBN:978-8883420146. Archived from the original on 2025-01-14.
89. ↑  "REGIO DECRETO 17 luglio 1861, n. 123" (بالإيطالية). Archived from the original on 2024-12-28. Retrieved 2023-10-07.
90. ↑  "LEGGE 24 agosto 1862, n. 788" (بالإيطالية). Archived from the original on 2024-12-27. Retrieved 2023-10-07.
91. ↑  "Poesie e Prose in dialetto". dialettando.com. مؤرشف من الأصل في 2019-07-02. اطلع عليه بتاريخ 2018-04-14.
92. ↑  Storia del CNI
93. ↑  La collezione numismatica di Vittorio Emanuele III di Savoia نسخة محفوظة 2025-02-17 على موقع واي باك مشين.
94. ↑  Peter Neville. 2003. Mussolini. Routledge. (ردمك 0-415-24989-9). p. 77.
95. 1 2  "Italian Republic coins". ilmarengo.com. مؤرشف من الأصل في 2015-05-02. اطلع عليه بتاريخ 2018-04-14.
96. ↑  "Fondo Monetario Internazionale – Ministero degli Affari Esteri e della Cooperazione Internazionale" (بالإيطالية). Archived from the original on 2025-04-18. Retrieved 2022-01-04.
97. ↑  Alfredo Taracchini (1999). Addio, cara Lira (بالإيطالية). Edizioni Pendragon. p. 182. ISBN:978-8883420146. Archived from the original on 2025-01-14.
98. ↑  Alfredo Taracchini (1999). Addio, cara Lira (بالإيطالية). Edizioni Pendragon. p. 183. ISBN:978-8883420146. Archived from the original on 2025-01-14.
99. ↑  "Ultimalira: Storia della Lira". مؤرشف من الأصل في 2007-05-15. اطلع عليه بتاريخ 2010-02-04.
100. ↑  "Cos'è raffigurato sulle monete italiane?" (بالإيطالية). Archived from the original on 2025-04-24. Retrieved 2023-10-06.
101. ↑  "Buy the Italian euro coins". مؤرشف من الأصل في 2010-01-10. اطلع عليه بتاريخ 2010-02-04.
102. ↑  Archivio RAI نسخة محفوظة 17 novembre 2011 على موقع واي باك مشين.
103. ↑  "Scoppia la febbre dell'Euro". 9 فبراير 1998. مؤرشف من الأصل في 2024-02-25. اطلع عليه بتاريخ 2013-10-11.
104. ↑  "Addio monete da 1 e 2 centesimi, sospeso il conio. Cosa cambia" (بالإيطالية). Archived from the original on 2018-02-15. Retrieved 2022-09-06.
105. ↑  "La Camera vota: addio alle monetine". مؤرشف من الأصل في 2014-05-08. اطلع عليه بتاريخ 2014-05-07.
106. ↑  "20 centesimi di Euro" (بالإيطالية). Retrieved 2022-09-06.
107. ↑  "Ecco la moneta da 1 centesimo che vale 2500 euro". Ilgiornale.it (بالإيطالية). 10 May 2015. Archived from the original on 2024-12-10. Retrieved 2022-09-06.